# Franz Kafka
Franz Kafka (německá výslovnost: IPA: [ˌfʁant͡s ˈkafka],  poslech; 3. července 1883 Praha – 3. června 1924 Kierling u Klosterneuburgu); židovským jménem Anšel (אנשיל), byl pražský německy píšící židovský spisovatel. Je považován za jednoho z literárně nejvlivnějších spisovatelů 20. století, byl členem Pražského kruhu. Napsal tři romány – Amerika, Proces a Zámek – a řadu povídek a novel (například Proměna). Podle něj vzniklo přídavné jméno kafkovský, jež existuje také v mnoha dalších světových jazycích a popisuje situace typické pro Kafkovy romány.
Vystudoval právo a byl zaměstnán jako úředník u pojišťovny. Nikdy se neoženil. Byl nekuřák, abstinent a vegetarián. Onemocněl tuberkulózou. Téměř celý jeho život byl spjat s Prahou. Oskaru Pollakovi v dopise v roce 1902 napsal: „Praha nepustí. Ani Tebe, ani mě. Tahle matička má drápy. To se člověk musí přizpůsobit, nebo –. Ze dvou stran bychom ji museli podpálit, na Vyšehradě a na Hradčanech, pak by se nám snad podařilo uniknout.“
Kafka byl plodným spisovatelem, většinu svého volného času trávil psaním, často pozdě v noci. Odhaduje se, že 90 % ze své tvorby sám spálil během svého života z důvodu nespokojenosti téměř se vším, co napsal. Velká část ze zbývajících 10 % je ztracena nebo nebyla publikována, za Kafkova života vyšlo jen málo jeho děl: povídkové sbírky Rozjímání a Venkovský lékař a některé jednotlivé povídky (např. Proměna).
Ve své závěti Kafka nařídil svému blízkému příteli Maxu Brodovi, aby zničil všechna jeho díla, deníky i korespondenci, včetně románů Proces, Zámek a Amerika. Brod však tyto pokyny ignoroval a nechal vydat mj. všechny jeho romány v letech 1925, 1926 a 1927.
Během jeho života se jeho dílu dostalo jen malé pozornosti. Během nástupu Adolfa Hitlera začalo být známé ve Francii a anglicky mluvících zemích, po druhé světové válce pak i v německy mluvících zemích. V 60. letech 20. století se pak stalo celosvětově známým.

## Život

### Rodina

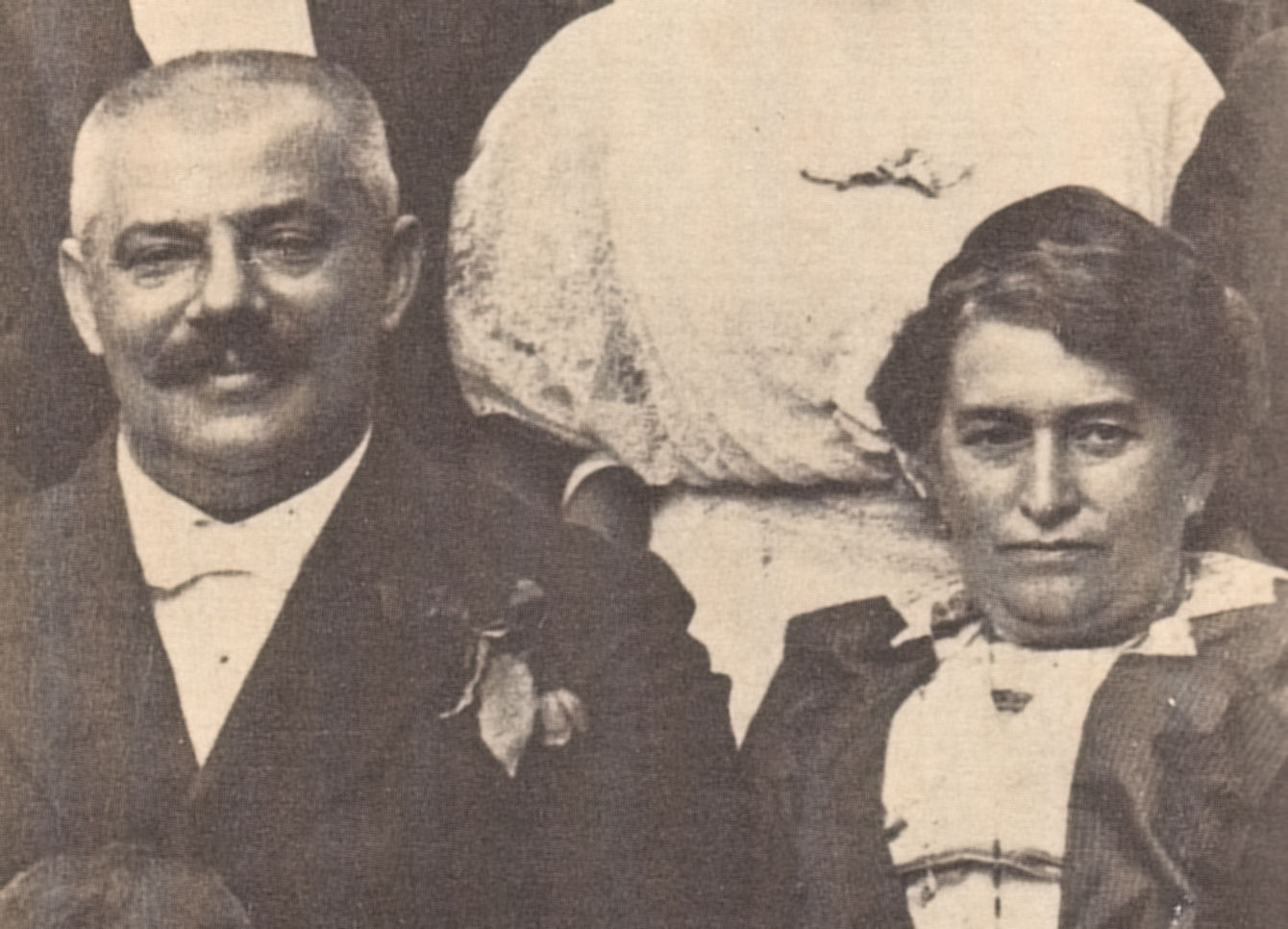
Franzovi rodiče Hermann a Julie Kafkovi

Franz Kafka se narodil na Starém Městě pražském jako nejstarší syn židovského velkoobchodníka s galanterií Hermanna Kafky (1852–1931) a Julie Kafkové, rozené Löwy (1856–1934, svatba v září 1882). Spisovatelův rodný dům zvaný U Věže (Zum Turm), který stál na rohu dnešních ulic Maiselovy a U Radnice, v roce 1897 byl zbořen během asanace. Na jeho místě vyrostl v roce 1902 rohový činžovní dům (náměstí Franze Kafky čp. 24/3, Maiselova čp. 24/2) částečně inspirovaný původní podobou domu, jehož součástí je též dochovaný portál zbořené budovy. Na fasádě je pro upomínku připevněna pamětní busta od sochaře Karla Hladíka a Jana Kaplického z roku 1966. K osobě Kafky odkazuje i současný název přilehlého náměstí Franze Kafky.
Otec Hermann Kafka (často na reklamě na vývěsních štítech jako Heřman) pocházel z jazykově nevyhraněného prostředí jihočeského Oseka u Strakonic, židovské komunity obklopené ze všech stran českým živlem. Mluvil německy i česky, psal německy s čechismy, obecně byla kvalita jeho psaní z důvodu nedostatečného vzdělání nízká. Rozuměl také jidiš a hebrejštině. V rámci sčítání lidu uváděl jako svou obcovací řeč střídavě češtinu a němčinu.
Už jako dítě musel pomáhat s výdělkem. Po vesnicích okolo rodné obce prodával sponky, mašličky a spínací špendlíky. Chodil bos a omrzly mu nohy. Vypracoval se z podomního obchodníka na majitele textilního velkoobchodu a továrničky na azbest. Velkoobchod v červenci 1918 prodal příbuznému své ženy Friedrichu Löwymu, vývěsní štít se však ani poté nezměnil. Za utržené peníze koupil Hermann pro své dcery činžovní dům v Bílkově ulici. Za dům tehdy zaplatil půl milionu korun, což by dnes odpovídalo částce 30 milionů. Také Hermannovi bratři Filip v Kolíně a Heinrich v Litoměřicích obchodovali s galanterním zbožím. Se svým otcem Franz nevycházel dobře, což ovlivnilo nejen jeho dětství, ale i dílo (Dopis otci).
Matka Julie Kafková roz. Löwy se narodila v Poděbradech (Jiřího náměstí čp. 17/28, na domě je od roku 2010 busta Franze Kafky od poděbradského rodáka akademického sochaře Jana Pichla). Pocházela z dobře situované českožidovské rodiny asimilované do německého prostředí.

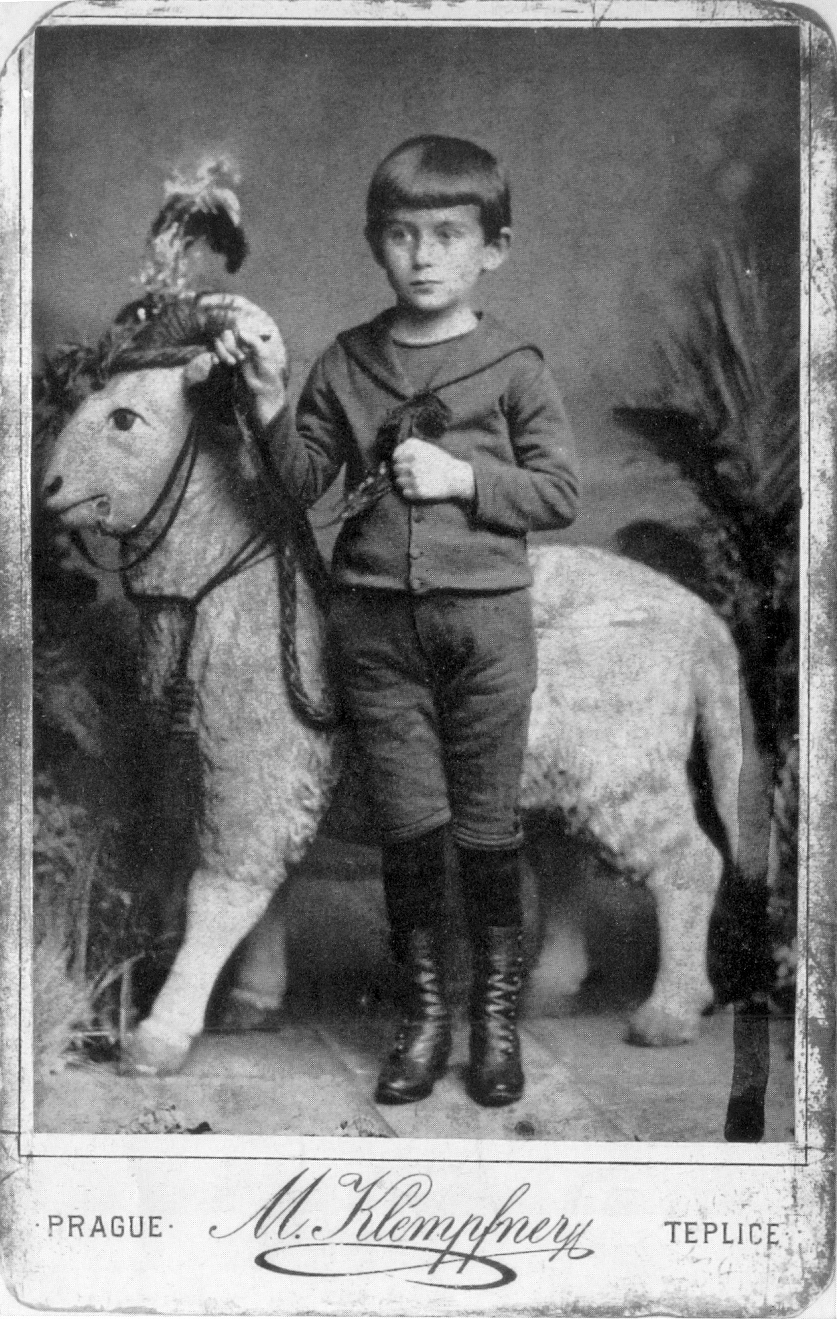
Kafka ve věku pěti let

Kafka měl pět mladších sourozenců. Oba bratři Georg (1885–1886) a Heinrich (1887–1888) zemřeli ve velmi útlém věku. Sestry Gabriele (Elli, 1889–1941, provdaná za Karla Hermanna), Valerie (Valli, 1890–1942, provdaná za Josefa Pollaka) a Ottilie (Ottla, 1892–1943, provdaná za českého právníka nežidovského původu Josefa Davida) se narodily v domě U Minuty na Staroměstském náměstí čp. 3/2 v Praze, později se staly oběťmi nacistického teroru a zemřely v koncentračních táborech.
Nejmilejší Kafkovou sestrou byla Ottilie. V pozdější době (1917–1918) u ní na statku v Siřemi strávil osm spokojených měsíců. Ottilie se kvůli svému manželovi Josefu Davidovi (1891–1962) naučila česky. Narodily se jim dcery Věra Davidová, provdaná Saudková (1921–2015), redaktorka, a Helena Davidová, provdaná Kostrouchová (1923–2005), lékařka v Kašperských Horách. Aby Ottla své děti uchránila, po zavedení norimberských zákonů se rozvedla. Dcery holokaust přežily, Ottilie takové štěstí neměla. V Terezíně (má tam pamětní desku), do kterého byla deportována 3. srpna 1942 transportem AAw s registračním číslem 5285, pracovala jako dětská ošetřovatelka. V létě 1943 se obětavě starala o transport 1200 polských dětí z Bialystoku. Tyto děti a jejich opatrovníci byli později (3. října) posláni do Osvětimi a neprodleně zavražděni v plynové komoře.
Strýc Siegfried Löwy (1867 Poděbrady – 1942 Praha), bratr Franzovy matky, provozoval lékařskou praxi v Třešti po dobu téměř 25 let. Praxi ukončil v roce 1924 a dále pobýval v Třešti jako penzista až do roku 1932, kdy se přestěhoval do Prahy. Franz k němu jezdil do Třeště na letní prázdniny. Strýc byl Franzovi dobrým příkladem a rádcem v letech jeho dospívání a posléze i zdravotním rádcem v době jeho osudného onemocnění. Stihl jej podobný osud jako řadu dalších Židů z nacisty okupovaného Československa. Nezemřel však přímo jejich rukou, neboť 20. října roku 1942, v předvečer svého transportu do koncentračního tábora, spáchal sebevraždu.
Po Praze se rodina Hermanna Kafky přibližně čtrnáctkrát stěhovala.

### Studia a životní pouť

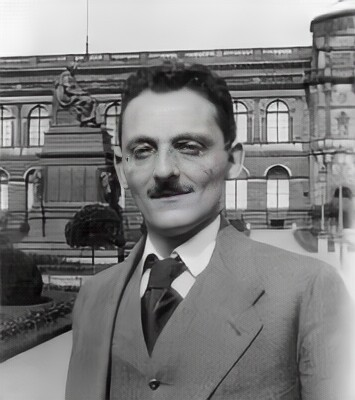
Kafkův přítel Max Brod

Franz Kafka nejprve navštěvoval Německou chlapeckou obecnou školu v Masné ulici čp. 1000/16 (1889–1893), poté Německé státní gymnázium v zadním traktu paláce Golz-Kinských na Staroměstském náměstí čp. 606/12 (1893–1901). V letech 1901 až 1906 studoval práva na německé Karlo-Ferdinandově univerzitě a navštěvoval také přednášky z germanistiky a dějin umění. V roce 1902 se setkal s Maxem Brodem, rovněž studentem Karlo-Ferdinandovy univerzity, a jejich přátelství trvalo až do Kafkovy smrti v roce 1924. V roce 1906 Kafka promoval a stal se doktorem práv.
V roce 1907 začal pracovat a byl tři čtvrtě roku zaměstnán u pojišťovny Assicurazioni Generali na Václavském náměstí čp. 832/19. K místu v pražské filiálce pojišťovny (se sídlem v tehdy rakouském přístavním městě Terstu, dnes Itálie) dopomohla Kafkovi protekce. Od srpna 1908 až do svého předčasného penzionování v roce 1922 pracoval v Dělnické úrazové pojišťovně pro Království české (Arbeiter-Unfall-Versicherungs-Anstalt für das Königreich Böhmen) v ulici Na Poříčí čp. 1075/7, nejprve jako koncipient, poté na různých pozicích tajemníka. Byl zde oblíben u spolupracovníků i nadřízených a dosáhl i nesporného kariérního úspěchu. I k tomuto zaměstnání měl podle všeho ambivalentní vztah – v korespondenci napsal, že „moje zaměstnání je pro mne nesnesitelné, protože odporuje … mému jedinému povolání, a tím je literatura“; lze však najít i pasáže, z nichž vysvítá hrdost nad vykonanou prací a dosaženou pozicí.
V roce 1908 publikoval své první texty v mnichovském časopise Hyperion a v Brodově almanachu Arkadia. Později některé své povídky veřejně četl.
Dle jeho přítele Maxe Broda byl Kafka vždy velmi pečlivě, ale nenápadně oblečen. Neměl rád vulgární vtipy, byl vždy usměvavý a laskavý. Jeho snad jedinou chybou bylo, že se velmi podceňoval.

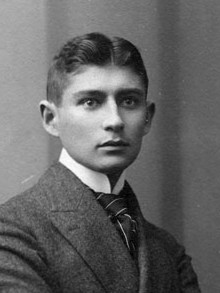
Fotografie Franze Kafky z roku 1906

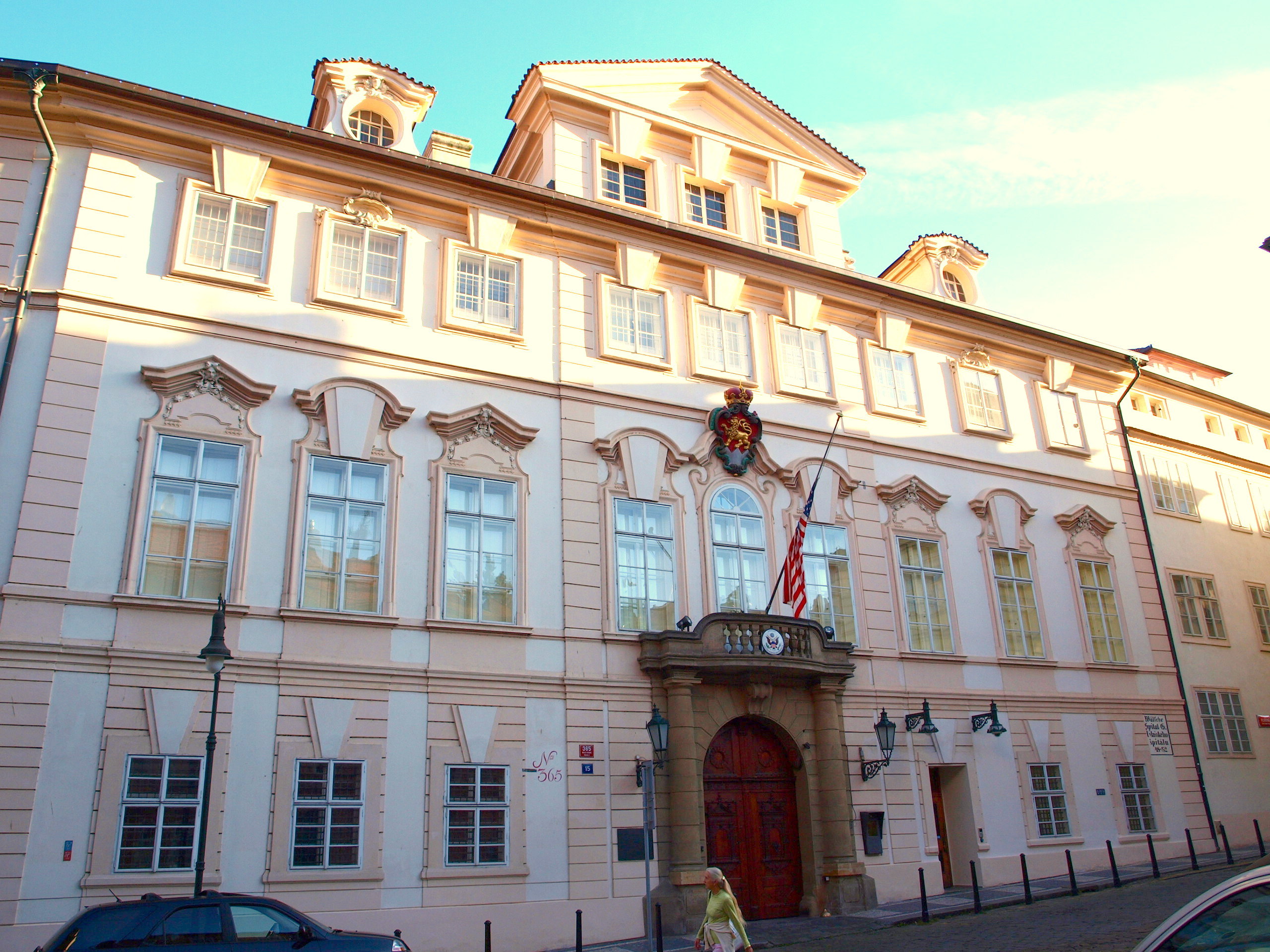
Schönbornský palác na Malé Straně, kde Franz Kafka bydlel v roce 1917

Dne 11. srpna 1917 postihlo Kafku v jeho tehdejším bytě úporné chrlení krve, tzv. hemoptýza. Jeho lékař MUDr. Mühlstein po několika dnech určil jako příčinu této události onemocnění tuberkulózou. Kafka tehdy bydlel v Schönbornském paláci v ulici Tržiště čp. 365/15 na Malé Straně (na fasádě je pamětní deska). V práci dostal tříměsíční volno na zotavenou, které se ovšem protáhlo na osm měsíců. Odjel na venkov do obce Siřem (německy Zürau) blízko Žatce, kde hospodařila jeho sestra Ottilie na statku svého švagra o výměře 20 hektarů půdy. Ta se v  roce 1920 proti vůli rodiny provdala za advokáta JUDr. Josefa Davida, který byl nežidovského původu. Je to právě malá vesnice Siřem a tamní velká sýpka, kterou někteří literární historici považovali za inspiraci Kafkova enigmatického Zámku ve stejnojmenném románu, ačkoli začal psát toto dílo ve Špindlerově Mlýně.
Po několika bezvýsledných léčebných pobytech mj. v Rakousku opustil Kafka v roce 1922 kvůli své těžké nemoci zaměstnání v pojišťovně definitivně a v roce 1924 zemřel.

### Zralá léta

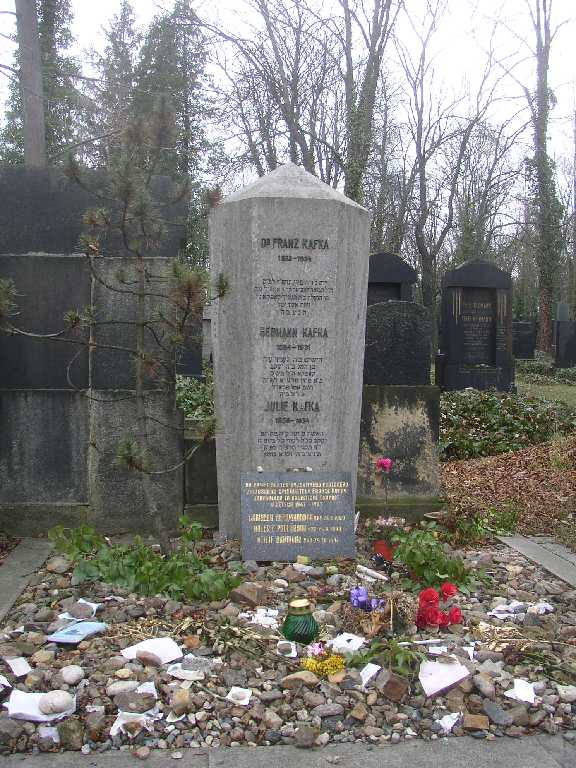
Hrob Franze Kafky a jeho rodičů na Novém židovském hřbitově

Důležitou úlohu v Kafkově životě hrála Milena Jesenská, první překladatelka jeho prózy do češtiny. Přestože se setkali pouze dvakrát, udržovali spolu intenzivní korespondenční styk, který přetrval téměř až do Kafkovy smrti. Jesenská seznámila českou veřejnost s jeho dílem. Kromě ní jeho díla do češtiny překládali Pavel Eisner, Jan Grmela, na vydání jeho děl se podílel i Josef Florian.
V roce 1923 se odstěhoval do Berlína, aby se odpoutal od rodiny a mohl se soustředit na psaní. Zde žil s 25letou Dorou Diamantovou z ortodoxní židovské rodiny. V Berlíně bydlel na 3 adresách: do 15. listopadu 1923 dnes už neexistující dům na Steglitzer Miquelstraße 8, od 15. listopadu 1923 do 1. února 1924 vila v Grunewaldstraße 13 v Berlíně-Steglitz (2 pokoje v prvním patře, pamětní deska), od 1. února 1924 dnešní Zehlendorfer Busseallee 7–9.
Kafka byl přesvědčený sionista. Odebíral pražský sionistický list Selbstwehr a učil se pilně hebrejsky. Z Kafkových deníků plyne, že snil o životě v Zemi izraelské. Podle vyprávění jeho sestry Ottilie svůj sen neuskutečnil, protože chtěl odejít s ní, ale ona si vzala Čecha Josefa Davida, jehož ze srdce milovala.
Podle svých přátel byl Kafka zábavný a citlivý společník. Byl nekuřák a po značnou část svého života vegetarián. Když ho lékaři přesvědčili, aby kvůli pokročilé tuberkulóze začal jíst maso, jeho vegetariánství na sebe vzala Ottilie. O svých zvycích napsal Felici Bauerové: „Samozřejmě nepiju alkohol, kafe a čaj a většinou nejím čokoládu.“ To však nutně neplatí pro jeho románové hrdiny. Kupříkladu hlavní postava Zámku, zeměměřič K., má kávu v oblibě.
Podle dobových svědectví se již za Rakouska zajímal o českou politiku, značně přispíval na politické vězně a byl nejméně jednou předveden. Aby mohl ráno přijít včas do práce, zaplatil kauci za své propuštění.
Část svého života prožil v sanatoriích a lázních v Čechách, na Slovensku (osm měsíců v Matliarech), v Rakousku i v Německu. Pobýval také v tehdy rakouském, od konce roku 1918 italském Riva del Garda. Ke konci života pak z nutnosti. Léčil se i v Itálii a Švýcarsku. 3. června 1924 zemřel na tuberkulózu hrtanu v sanatoriu v Kierlingu u Klosterneuburgu v Dolním Rakousku.
Pohřben je v rodinné hrobce na Novém židovském hřbitově na pražském Žižkově (Izraelská 1). Je tam pohřben i jeho otec a matka. Jeho sestry, které zahynuly v nacistických koncentračních táborech na území okupovaného Polska, tam mají pamětní desku. Jeho náhrobek byl navržený architektem Leopoldem Ehrmannem.
Kafka v závěti (dva neodeslané dopisy Maxu Brodovi) žádal, aby byla zničena veškerá jeho neuveřejněná díla, dopisy a deníky. Dora Diamantová poctivě všechny rukopisy, které měla, zničila (část zničilo berlínské gestapo), ale jeho přítel Max Brod závěť nerespektoval a jeho dílo vydal.

### Ženy

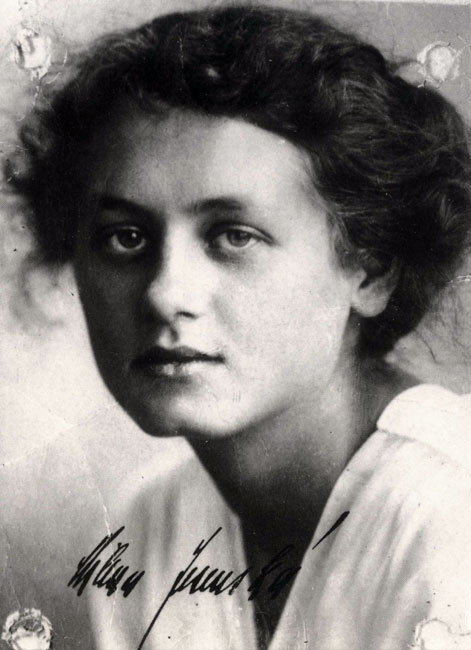
Milena Jesenská

Kafkův poměr k ženám byl více než komplikovaný. Prázdninovou lásku prožil v Třešti, při pobytu u svého strýce, s Hedwig Weilerovou (1888–1953), která zde byla u své babičky, též na prázdninách. Než vztah ochladl napsali si mnoho dopisů, z nichž se zachovalo čtrnáct. Přesto s několika ženami navázal vztah. V roce 1912 se Kafka setkal s úřednicí Felice Bauerovou. Byl s ní dvakrát zasnouben (1914 a 1917), ale vztah definitivně skončil v roce 1917. Dalšími ženami v Kafkově životě byly Julie Wohryzková, s níž v letech 1918–1920 prožil krátký vztah a zasnoubil se, a později jeho vídeňská přítelkyně Milena Jesenská. Poslední ženou v Kafkově životě a jeho družkou byla Dora Diamantová, původem z Polska, se kterou prožil ještě osm měsíců v Berlíně a v rakouských sanatoriích.

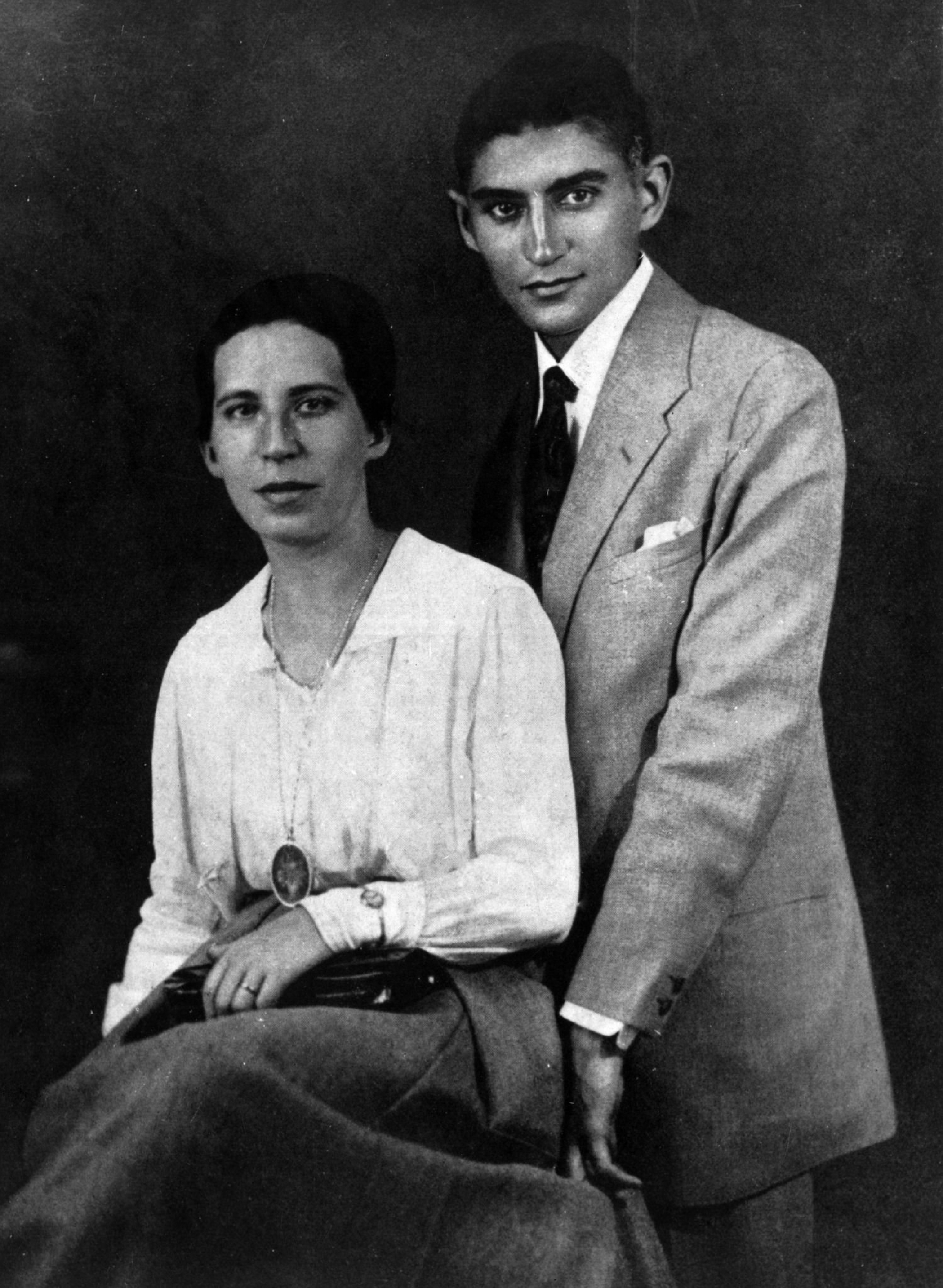
Felice Bauerová

- Felice Bauerová (1887–1960) byla v Berlíně prokuristkou v akciové společnosti Carl Lindström, která vyráběla parlografy, tehdy nejmodernější druh diktafonů.[28] Jejich vztah trval 5 let, dokonce byli dvakrát zasnoubeni (1914, 1917). Seznámili se 13. července 1912 u Maxe Broda v domě U Mladých Goliášů v ulici Skořepka čp. 527/1 na Starém Městě v Praze.
- Julie Wohryzková (1891–1944) – Kafkova druhá snoubenka. Její otec byl šámesem Vinohradské synagogy. Seznámili se počátkem roku 1919 ve Stüdlově penzionu v Želízech. Jí bylo tehdy 28 let. Zasnoubení bylo zrušeno už na konci roku 1919. V roce 1921 se provdala za ředitele jedné pražské bankovní filiálky Josefa Wernera. Zemřela ve vyhlazovacím táboře v Osvětimi.
- Milena Jesenská (1896–1944) – česká novinářka, spisovatelka, překladatelka, členka odboje za nacistické okupace a „vyléčená soudružka“, dcera pražského profesora stomatologie Jana Jesenského. V době, kdy se stala přítelkyní Franze Kafky, byla manželkou Ernsta Pollacka. Ten byl častým návštěvníkem kavárny Arco, kde se s Kafkou seznámil a jeho dílo propagoval.[23] Tam byl také Kafka s Milenou seznámen, zpočátku ho však nezaujala. Později však začali vést intenzivní korespondenci.[29] Žila tehdy ve Vídni. Jejich vztah byl založen na korespondenci, intenzívně si psali v roce 1920. Dochovaných Kafkových Dopisů Mileně, pohlednic a (někdy) telegramů je 134. Setkali se pouze několikrát, v Praze, jednou na čtyři dny ve Vídni a později na den v rakouském pohraničním městě Gmünd. Maxi Brodovi o ní Kafka v květnu 1920 napsal: „Ona je živoucí oheň, s jakým jsem se dosud nesetkal.“ Vztah ukončil jednostranně Franz Kafka. Milena byla vlastně první ženou v Kafkově životě, která nebyla židovského původu. Byla přibližně o 14 let mladší („Mých 38 židovských let tváří v tvář Vašim 24 křesťanským.“). Když Franz Kafka zemřel, zveřejnila Milena Jesenská v Národních listech 6. června 1924 nekrolog, ve kterém napsala: „Byl člověkem a umělcem tak úzkostlivého svědomí, že doslechl i tam, kde druzí, hluší, cítili se bezpečni.“ Milena byla zatčena za odbojovou činnost proti nacistům v listopadu 1939. Nejdříve byla vězněna v Drážďanech a potom ji poslali do ženského koncentračního tábora Ravensbrück, kde zemřela na selhání ledvin. Jesenská přeložila několik Kafkových děl do češtiny (Topič, Rozjímání, Ortel aj.).[23]
- Dora Diamantová (1903–1952) – pocházela z polské ortodoxní židovské rodiny. Seznámili se roku 1923 v přímořském letovisku Graal-Müritz, které leží u Baltského moře v dnešním Meklenbursku-Předním Pomořansku. Jí bylo tehdy 19 let. Pracovala tam v kuchyni prázdninového tábora berlínské organizace „Židovský domov“. Byla jedinou ženou, s níž Kafka po určitou dobu žil.

## Jazyky
Kafkovou mateřštinou byla němčina, ale hovořil také česky a francouzsky. V dopise Mileně Jesenské v květnu 1920 napsal: „Nikdy jsem mezi německým národem nežil. Němčina je mi mateřštinou, a proto pro mě přirozená, ale čeština je blízká mému srdci.“ Ačkoli byl Žid, kvalita výuky hebrejštiny v té době poskytovaná v rámci židovského náboženství na školách byla kolísavá, z čehož se usuzuje, že hebrejsky téměř vůbec neuměl. Moderní hebrejštinu se Kafka později učil spolu s Miriam Singerovou u Jiřího Mordechaje Langera a zvládl ji do té míry, že s Langerem mluvil hebrejsky o prvních letadlech, která se tehdy vznášela nad Prahou.

## Adresy a pamětní desky

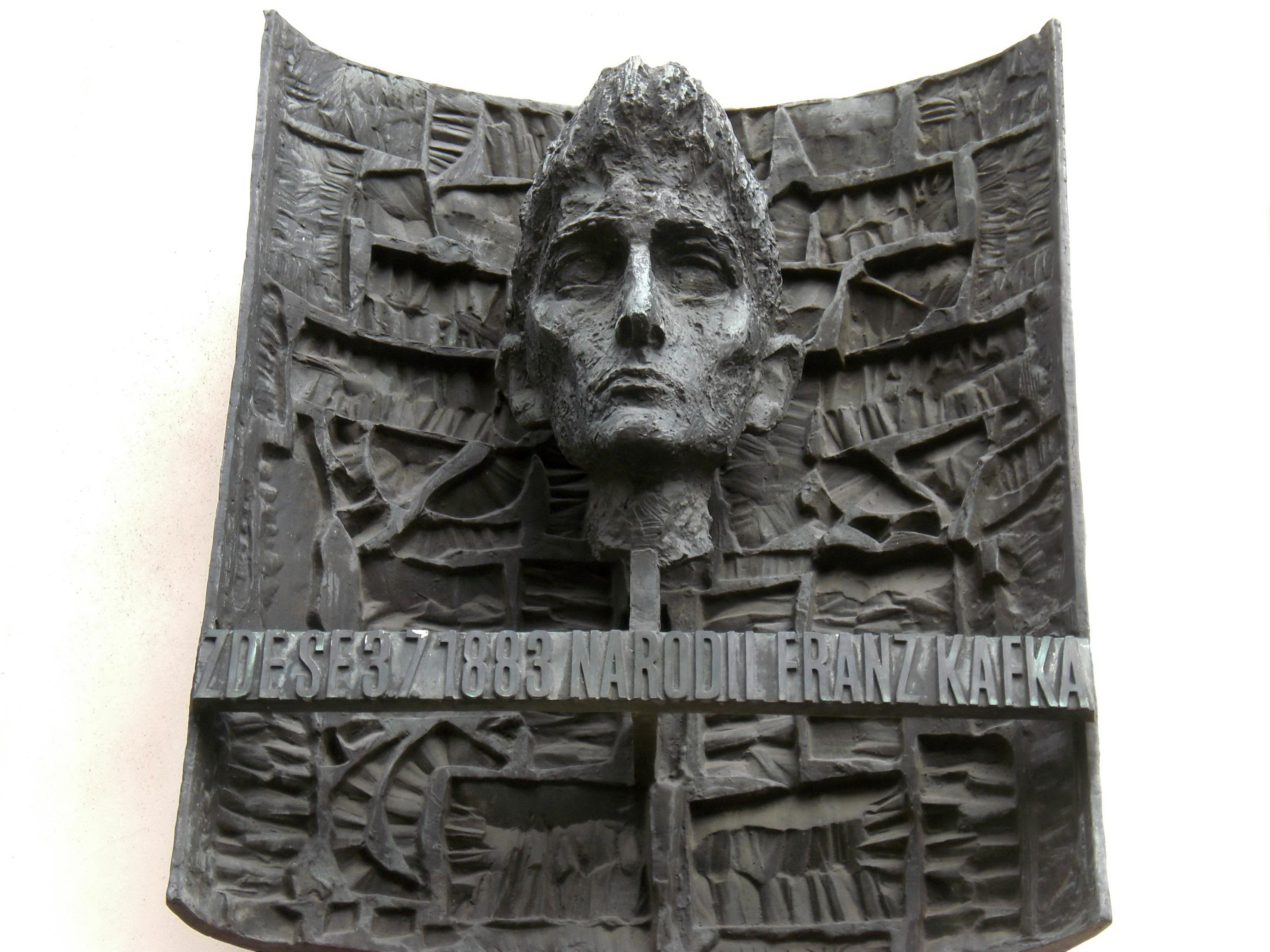
Busta na rodném domě na náměstí Franze Kafky v Praze navržena K. Hladíkem a J. Kaplickým, 1966

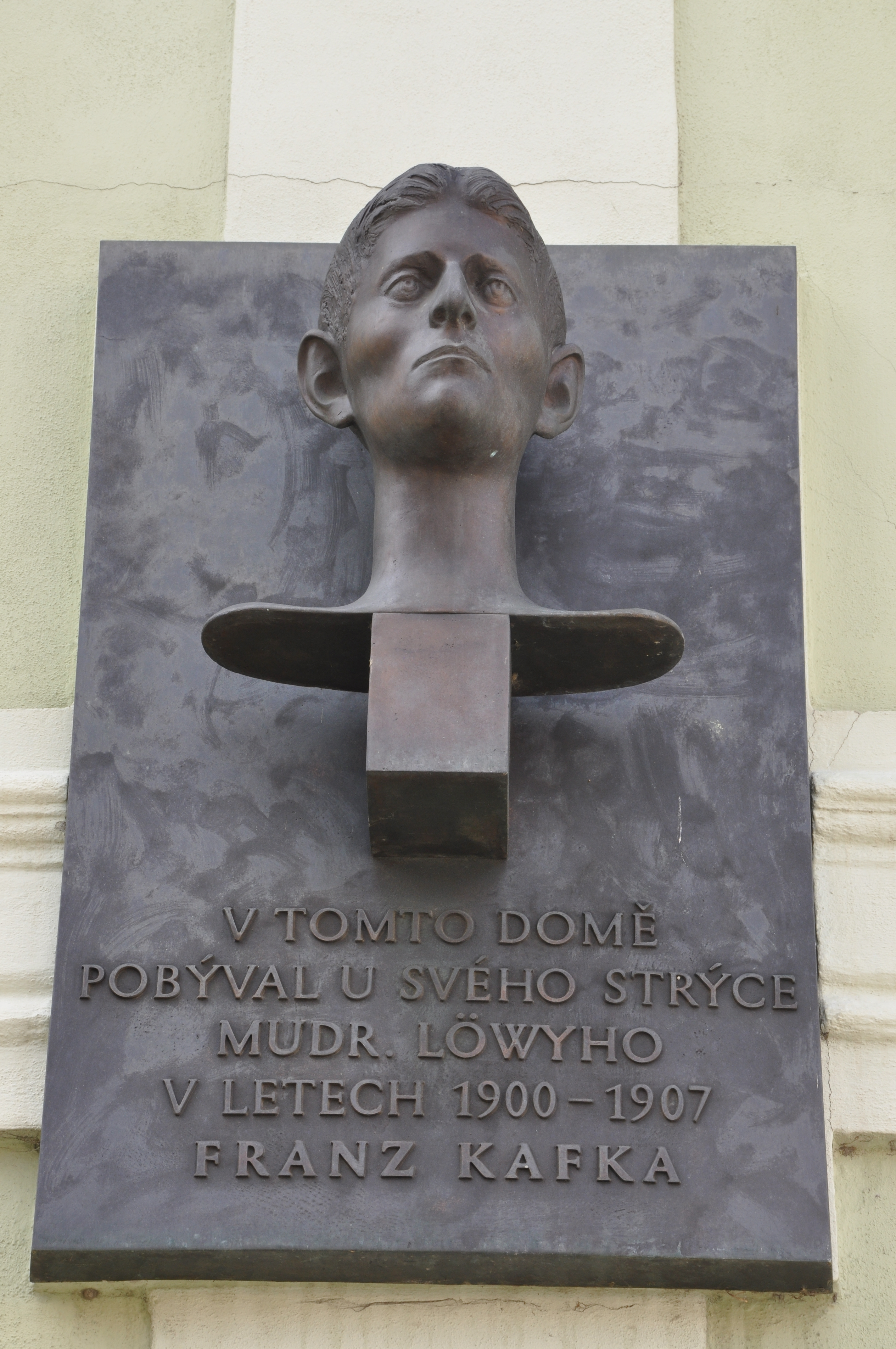
Busta na domě Kafkova strýce v Třešti

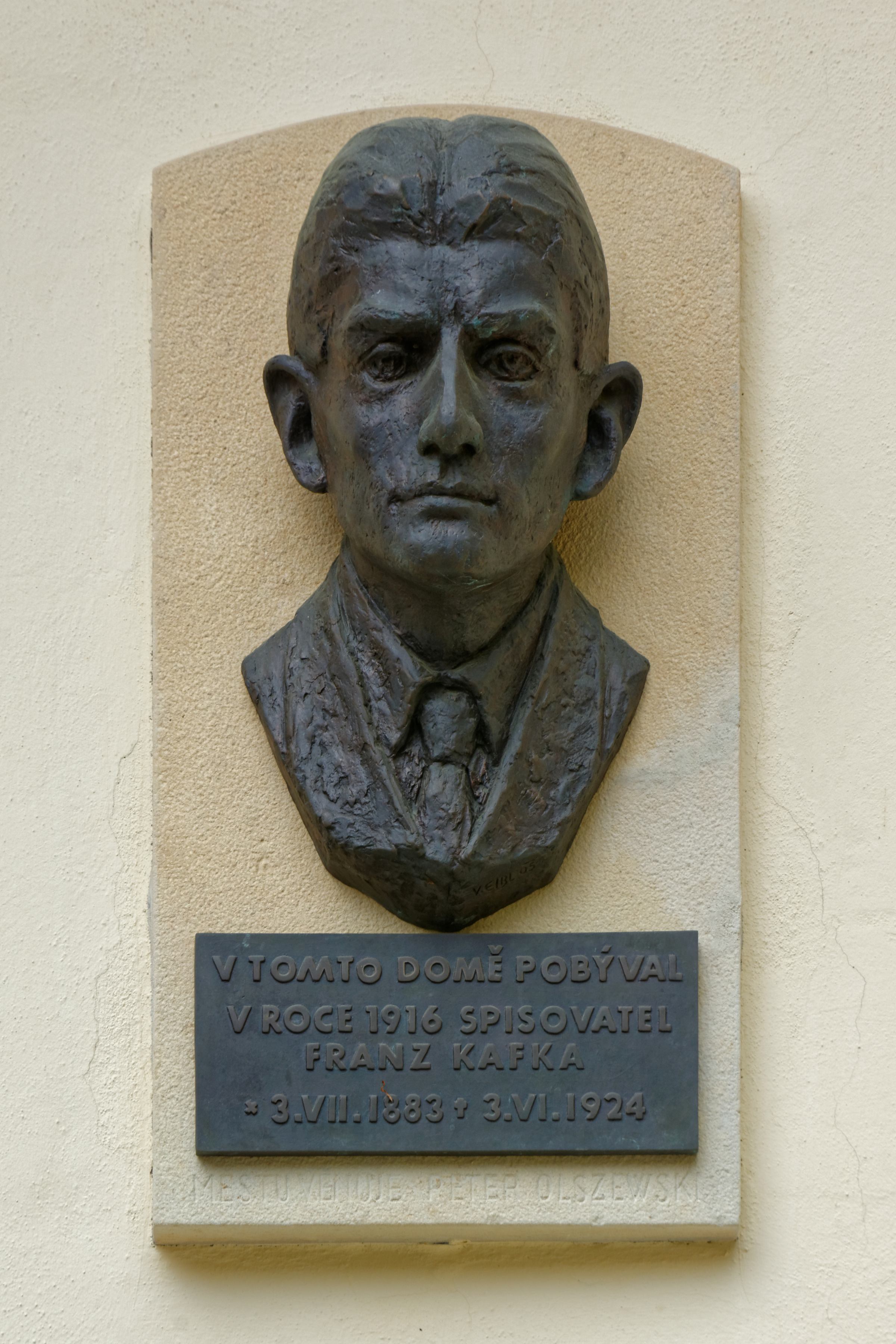
Mariánské Lázně, pamětní deska Franze Kafky na Lázeňském domě Balmoral – Osborne, kterou městu věnoval Peter Olszewski

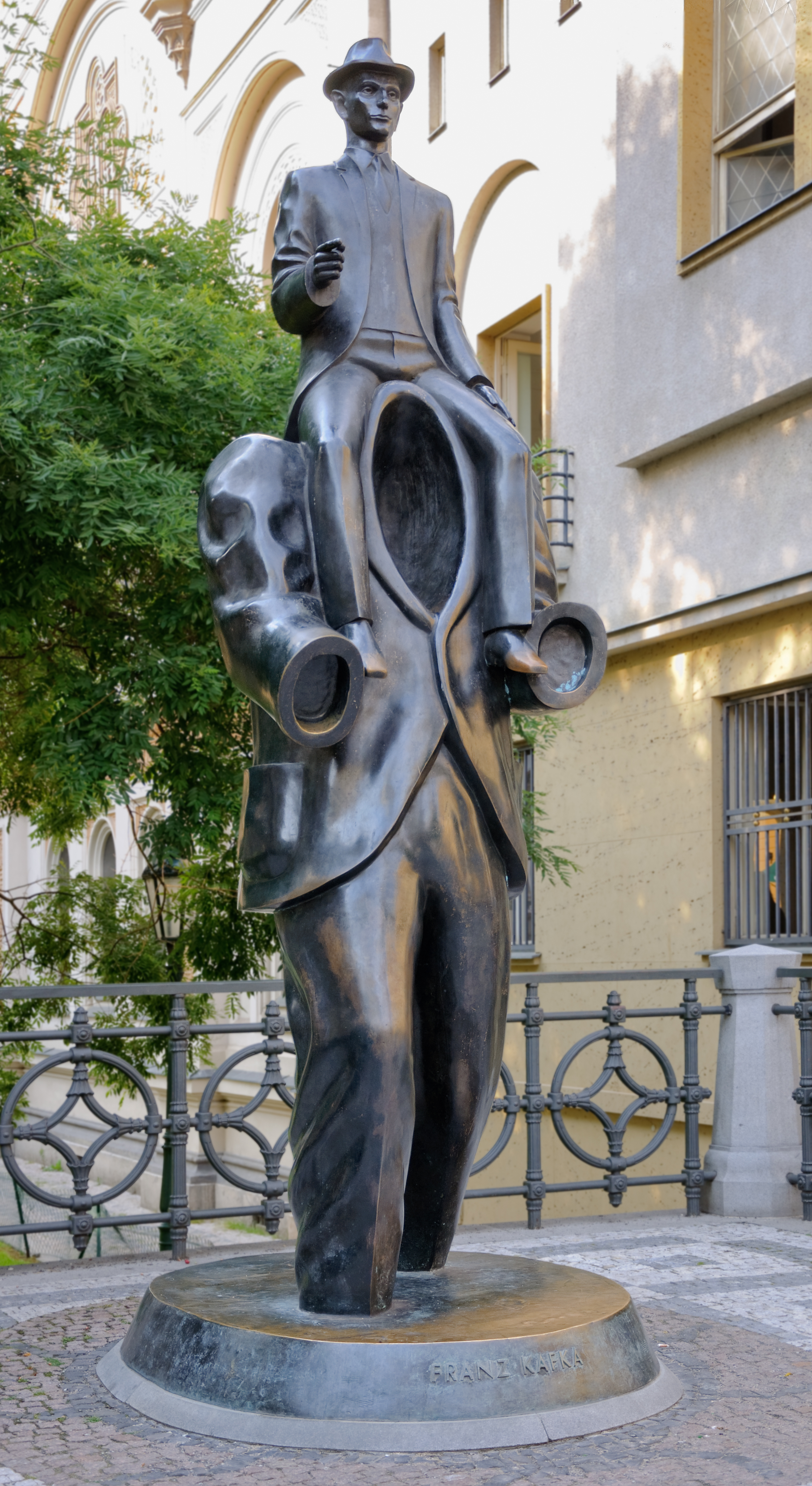
Pomník Franze Kafky v Praze od Jaroslava Róny

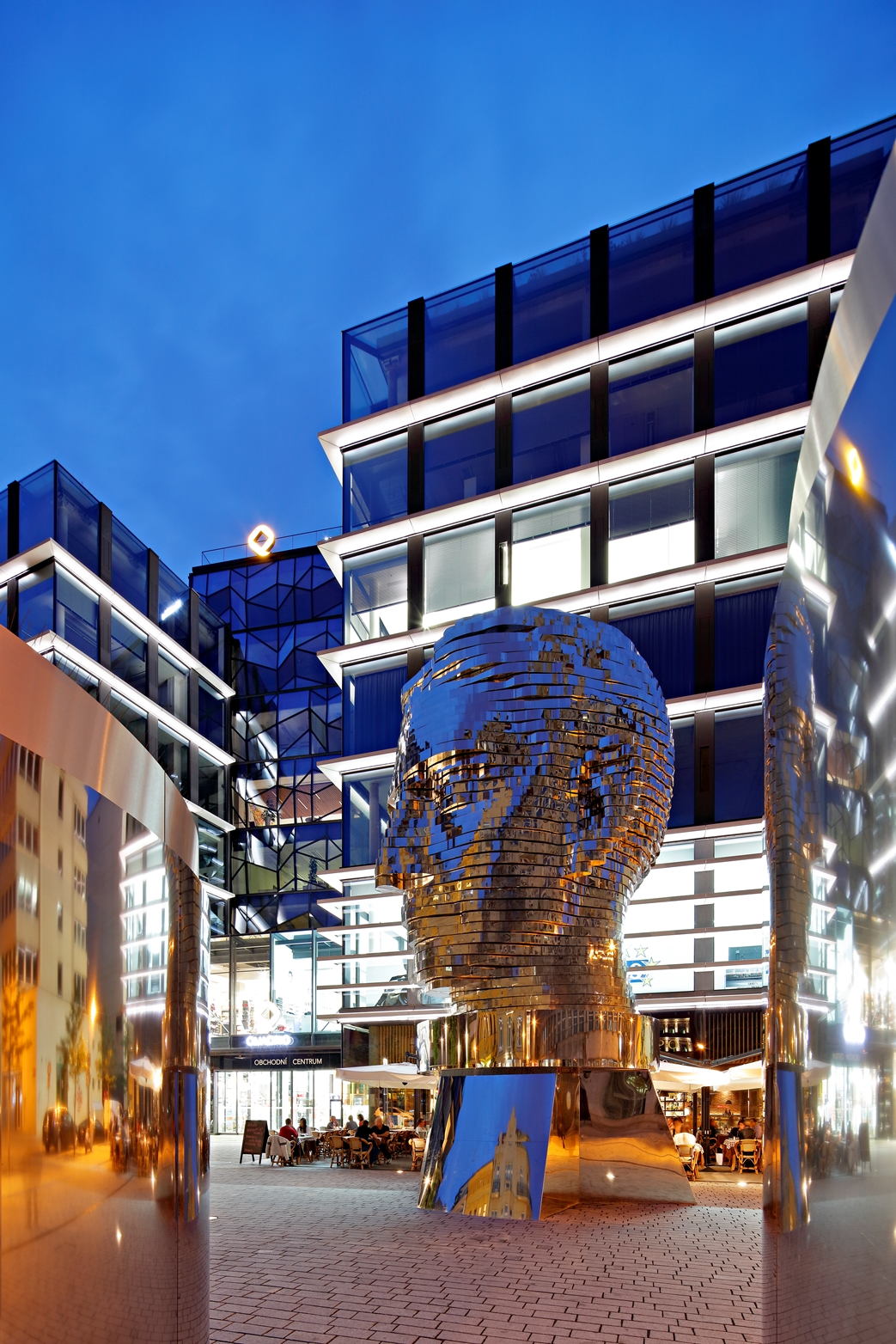
Pomník Hlava Franze Kafky u Quadria v Praze od sochaře Davida Černého

Většinu svého života prožil v historickém centru Prahy na Starém Městě, v těsné blízkosti někdejšího ghetta. Jeho rodina bohatla, proto se často stěhovala, ale přesto se všechna bydliště nalézala v bezprostřední blízkosti Staroměstského náměstí na ploše sotva jednoho čtverečního kilometru. Kafkův učitel hebrejštiny Friedrich Thieberger vzpomínal, že když jednou hleděli z oken bytu Kafkových rodičů v Oppeltově domě dolů na Staroměstské náměstí, Franz ukazoval na jednotlivé budovy: „Tady bylo mé gymnázium, tam za ním je vidět univerzitu a kousek nalevo je můj úřad. V tomhle malém kruhu“ – a opsal prstem pár malých kroužků – „je uzavřen celý můj život“.
- Pražské adresy jsou očíslovány, ostatní události jsou odraženy:
  - rodina: dům U Zlatého jednorožce, Staroměstské náměstí čp. 548/20 – v tomto nárožním domě bydlela matka Julie před svatbou. Původně to byl románský dům, několikrát přestavěný. Významnou stopu zanechal architekt Matěj Rejsek, který ho přestavěl v pozdně gotickém slohu v roce 1496. Z této přestavby se zachovala část hlavního portálu a průjezd s žebrovou síťovou klenbou a sedlovým portálkem. Dnešní fasáda je vrcholně barokní z 18. století. V roce 1848 si zde Bedřich Smetana zřídil svou první hudební školu (pamětní deska).
  - rodina – 1882 (září): hotel Goldhammer, Staroměstské náměstí čp. 928/8 (kdysi 12) – zde rodiče Hermann a Julie slavili svatbu; zde měli také svůj první obchod.
- 1/ 1883–1885: rodný dům U Věže (Zum Turm), náměstí Franze Kafky čp. 24/3 (dříve čp. 27/I – Mikulášská 9, později U Radnice 5) – zde se Franz Kafka narodil 3. července 1883 a 10. července byl podle židovské tradice obřezán. Stará prelatura benediktinského kláštera z let 1717–1730 byla v roce 1897 zbořena během asanace. Na jejím místě byl roku 1902 postaven architektem Rudolfem Kříženeckým nový o patro vyšší dům, do kterého byl zabudován původní portál. Na rohu je pamětní deska s bustou a textem Zde se 3.7.1883 narodil Franz Kafka (1966, sochař Karel Hladík a architekt Jan Kaplický).[31][32][33]
- 2/ 1885 (květen–prosinec): Václavské náměstí čp. 802/56, zde se narodil bratr Georg 11. září 1885, dům se nezachoval.
- 3/ 1885 (prosinec) – 1887: Dušní konskripční číslo V/187 – zde zemřel na konci roku 1886 bratr Georg na spalničky a 27. září 1887 se zde narodil bratr Heinrich. Dům se nedochoval.
- 4/ 1887 (konec roku) – 1888: Pařížská č. 6 (dříve Mikulášská), zde zemřel pětiměsíční bratr Heinrich, dům neexistuje.
- 5/ 1888 (srpen) – 1889 (květen): Sixtův dům, Celetná čp. 553/2
- 6/ 1889 (červen) – 1896 (září): dům U Minuty, Staroměstské náměstí čp. 3/2, 1. patro, žil zde po celou dobu základní školy i první roky střední školy, otec v domě měl i obchod, zde se narodily všechny jeho sestry (1889–1892).[34]
  - školní docházka – 1889 (16. září) – 1893: Německá chlapecká obecná a měšťanská škola, Masná čp. 1000/16.[35][36]
  - rodina – 1890: Osek u Strakonic, židovský hřbitov – zde byl pochován dědeček Jakob Kafka (1814–1889), kterého Franz téměř nepoznal.[37]
  - školní docházka – 1893 (10. září) – 1901: Německé státní gymnázium, palác Golz-Kinských, Staroměstské náměstí čp. 606/12 – zadní trakt. V této době se blíže seznámil s Oskarem Pollakem.[38]
  - bar micva – 1896 (13.6.): Cikánova synagoga, Bílkova ulice. Otec Kafky chodil do německé reformované synagogy čtyřikrát ročně. O čase stráveném v templu napsal: „Prozíval a proklimbal jsem tam tedy celé ty dlouhé hodiny (později jsem se myslím takhle nudil už jen v tanečních) a snažil jsem se co nejvíc bavit těmi několika drobnými zpestřeními, k nimž tam docházelo, třeba když otevřeli archu úmluvy, což mi pokaždé připomnělo střelnici, kde se také, když se trefí do černého, otevřou dvířka skříňky, jenže tam se vždycky ukázalo něco zajímavého a tady pokaždé jen ty staré loutky bez hlav. Zažil jsem tam ostatně i hodně strachu nejen z té spousty lidí, s nimiž tam člověk přišel do styku, což je samozřejmé, ale i proto, že ses jednou mimochodem zmínil, že i já bych mohl být zavolán k tóře. Před tím jsem se dlouhá léta třásl. Jinak však nic zvlášť nerušilo mou nudu, leda bar micva, která však vyžadovala jen směšné učení nazpaměť a končila tedy jen směšnou zkouškou, a pak, pokud jde o Tebe, drobné, málo významné příhody, třeba když jsi byl zavolán k tóře a dobře jsi při této podle mne vysloveně společenské události obstál…“[39] Raně barokní Cikánova synagoga (Zigeunersynagoge) byla v rámci asanace stržena 6. května 1906.
- 7/ 1896 (září) – 1907 (červen): dům U Tří králů, Celetná čp. 602/3 – zde měl svůj první vlastní pokoj a tady podnikl své první literární pokusy. Mezi zářím 1896 a květnem 1906 v tomto domě provozoval otec Hermann svůj obchod.[40]
  - pobyt mimo Prahu – prázdniny v letech 1900–1907: Malé náměstí čp. 131/9, Třešť – sem opakovaně jezdil Kafka ke svému strýci MUDr. Siegfriedu Löwymu na letní prázdniny. Profese strýce a prostředí byly pro Franze inspirací k napsání povídky Venkovský lékař. Na naléhání svého synovce lékař zavrhl kočár s koňským spřežením a zakoupil si motorové kolo (jízdní kolo opatřené benzinovým výbušným motorem značky PUCH), stal se tak průkopníkem motorismu na Vysočině. Jeho nový dopravní prostředek přezdívali spoluobčané „smrdutý čert“. Později si pořídil motocykl značky Laurin a Klement. Na domě byla 12. listopadu 2001 odhalena busta Franze Kafky, kterou vytvořil třešťský rodák akademický sochař František Häckel.[41][42] Na plaketě je nápis: V tomto domě pobýval u svého strýce MUDr. Löwyho v letech 1900–1907 Franz Kafka.
  - školní docházka – 1901–1906: Německá Karlo-Ferdinandova univerzita, výuka v a/ Karolinu, Železná čp. 541/9 (roku 1882 se univerzita rozdělila na českou a německou, Němci vstupovali ze Železné ulice, Češi z Ovocného trhu 560/5); b/ Klementinum (přednášky z dějin umění); c/ Clam-Gallasův palác, Husova čp. 158/20 (státovědné přednášky) – vystudoval právo, koketoval i s jinými obory (nejdříve se na 2 týdny zapsal na chemii, ve 2. semestru si zapsal germanistiku). Poslední zkoušku složil 13. června, titul doktor práv získal 18. června 1906.[43][44]
  - práce – 1906 (1. dubna – ?): Štorchův dům, Staroměstské náměstí čp. 552/16 – praxe (jako koncipient) u pražského advokáta Richarda Löwyho.
  - rodina – 1906 (květen) – 1912 (září): palác Hrzánů z Harasova, Celetná čp. 558/12 – rodiče zde provozovali svůj velkoobchod v 1. patře. Na fasádě je pamětní deska s textem: Julie a Hermann Kafkovi, rodiče Franze Kafky, provozovali zde v letech 1906–1912 velkoobchod galanterním a střižním zbožím.[45]
  - práce – 1906 (1. října) – 1907: povinná (neplacená) roční praxe u soudu – 1. semestr – Zemský civilní soud, Ovocný trh čp. 587/14. Dnes v budově sídlí Obvodní soud pro Prahu 1 a pro Prahu 7.
  - práce – 1907 (? – 30. září): povinná (neplacená) roční praxe u soudu – 2. semestr – Trestní soud, Karlovo náměstí čp. 6/20
- 8/ 1907 (červen) – 1913 (listopad): dům U Lodi (Zum Schiff), Pařížská čp. 883/ 36 (dříve Mikulášská), 4. patro – první léta, kdy pracoval krátce v Assicurazioni Generali a později v Dělnické úrazové pojišťovně. Dva dny poté, co odeslal své první psaní Felici Bauer do Berlína, zde během jedné noci (22.–23. září 1912) napsal povídku Ortel. Později zde napsal ještě Proměnu (vydána 1915). Dům byl luxusní, byl postaven po asanaci (měl výtah a byty měly samostatné koupelny), žilo tam jen 14 rodin. V roce 1945 byl dům zničen dělostřeleckou palbou a ruiny byly srovnány se zemí. Na místě někdejšího domu byl v 70. letech 20. století postaven hotel Intercontinental.[46]
  - práce – 1907 (1. listopad) – 1908 (15. červenec): pojišťovna Assicurazioni Generali (pražská filiálka italské pojišťovny), Václavské náměstí čp. 839/19 – práce mu nevyhovovala, neboť musel pracovat od 8.00 až do 19.00, 20.00 nebo někdy dokonce 20.30 hodiny.[47]
  - práce – 1908 (30. srpna) – 1922 (1. července): Dělnická úrazová pojišťovna pro Království české (Arbeiter-Unfall-Versicherungs-Anstalt für das Königreich Böhmen), ulice Na Poříčí čp. 1075/7. V této firmě pracoval 14 let. Udělal rychlou kariéru, z pomocného úředníka se během 5 let vypracoval na vicesekretáře firmy. V roce 1922 byl ze zdravotních důvodů předčasně penzionován. Úřadoval od 8.00 do 14.00 hodin, pracoval tedy pouze 6 hodin denně. Pak od 15.00 do 19.30 spal, následovala procházka a rodinná večeře. Na tu navazovalo psaní do dvou do tří v noci. Ročně vydělával asi 6500 korun, pro srovnání tehdejší dělník vydělával kolem 1000 korun ročně. Za vydělané peníze kupoval válečné dluhopisy. Kafka měl ve svém zaměstnání na starosti významnou průmyslovou oblast severních Čech, kde byly především továrny na textil (Liberec, Jablonec nad Nisou, Chrastava, Frýdlant). V současnosti je v budově hotel Mercure. Ve vstupní hale je busta na kovovém trojhranném podstavci.[48][49]
  - práce – 1910–1918: Bořivojova 918/27, Žižkov – zde ve dvoře domu Kafkův švagr, Karl Hermann, manžel Elli Kafkové, založil malou továrnu na azbest (Pražská továrna na azbest Hermann & Co). Na chodu se podílel i Franz Kafka, továrnu však nenáviděl. První světová válka narušila výrobu. V roce 1918 byla firma vyjmuta z obchodního rejstříku.[50]
  - práce – 1910: tehdy hotel Geling (později hotel Praha, nyní polyfunkční dům), Jablonec nad Nisou, Komenského 6. Kafku vyslal do Jablonce jeho zaměstnavatel, aby v tomto hotelu na veřejném vystoupení tamním továrníkům vysvětlil zásady pojišťovnictví včetně plateb a kritérií k rozdělení na kategorie podle bezpečnosti práce. Gustav Geling zakoupil pozemek v roce 1879, starší zástavbu nechal strhnout a na jejím místě postavil novorenesanční hotel s restaurací. Hotel byl později rozšířen (secesní přístavba) a v meziválečném období byly interiéry upraveny v tehdy módním stylu art deco. Rodina vlastnila hotel do roku 1944. V letech 1951–1990 patřil státnímu podniku Restaurace a jídelny. V dubnu 1968 se zde v pořadu Krása bez závoje svlékla první striptérka v Československu. V roce 2011 byl hotel rekonstruován na polyfunkční dům.[51][52]
  - volný čas – 1911: Café Savoy, Vězeňská 859/9 – opakovaně zde navštěvoval představení jidiš divadla z Lvova. Blíže se seznámil s principálem souboru Jicchakem Löwym. Pod vlivem této divadelní skupiny se začal učit hebrejsky. V současnosti (2015) je v přízemí restaurace Katr.[53]
  - rodina – 1912 (říjen) – 1918 (červenec): palác Golz-Kinských, Staroměstské náměstí čp. 606/12 – otec provozoval svůj obchod v přízemí vpravo, v průchodu je bronzová pamětní deska (odhalená 6. dubna 2000) s dvojjazyčným česko-anglickým textem: Zde býval obchod se střižním a galanterním zbožím Hermanna Kafky, otce Franze Kafky. On this site stood the haberdashery shop of Hermann Kafka, the father of Franz Kafka. Dnes se tam nachází knihkupectví.[54]
- 9a/ 1913 (listopad) – 1914 a znovu 1918–1924 s výjimkami, kdy pobýval na léčení: Oppeltův dům, Staroměstské náměstí čp. 934/5 (dříve 6), horní patro. Na konci 2. světové války byl silně poškozen a zrestaurován byl v roce 1946, ovšem bez horního podlaží, takže Kafkův byt již neexistuje.[55] Svůj výhled popsal v dopise Gretě Blochové: „Přímo před mým oknem, ve 4. nebo 5. poschodí, mám velkou kopuli ruského kostela se dvěma věžemi a mezi kupolí a dalším činžovním domem jen výhled na malý trojúhelníkový výsek Petřína v dálce s jedním docela malým kostelem. Vlevo vidím radnici s věží v celé její mohutnosti, jak se ostře tyčí a ubíhá v takové perspektivě, jakou snad ještě nikdo správně neviděl.“[56]
- 10/ 1914 (srpen): Bílkova ul. čp. 868/10 – u sestry Valli, která byla pryč. Zde začal psát román Proces.
- 11/ 1914 (září) – 1915 (únor): Polská ul. (tehdy Nerudova), Královské Vinohrady čp. 1532/48 – v bytě u sestry Elli, která ho na čas opustila. Zde napsal další kapitoly románu Proces.[57]
- 12/ 1915 (únor–březen): Bílkova ul. čp. 868/10 – stejná adresa, ale jiný byt než v srpnu 1914.
- 13/ 1915 (březen) – 1917 (únor): – dům U Zlaté štiky, Dlouhá ul. čp. 705/16 (dříve 18), 5. patro.[58][59] Odsud chodil psát do Zlaté uličky (adresa č. 14).
  - pobyt mimo Prahu – 1916 (3.–23. červenec): hotel Balmoral-Osborne, Hlavní třída 390/14a a 389/14, Mariánské Lázně – od 3. do 13. července společný pobyt s Felice Bauerovou, po jejím odjezdu ještě deset dnů zůstal v lázních sám. Měl pokoj vedle Felice, mezi jejich pokoji byly dveře, ke kterým měli oba klíč. Během pobytu si vyjeli na výlet do Teplé (8.7.) a do Františkových Lázních (13.7.). V současnosti budovu využívá Univerzita Karlova. (V Mariánských Lázních byl už v květnu 1916 na služební cestě).[60]
- 14/ 1916 (listopad) – 1917 (březen): Zlatá ulička čp. 22 na Pražském hradě, dům pronajat jeho sestře Ottle, chodil sem psát, na noc se vracel do svého bytu v Dlouhé ulici. Napsal zde většinu povídek sbírky Venkovský lékař. Na fasádě modrého domku je pamětní deska ve formě úzkého kovového pásu s textem Zde žil Franz Kafka.[31][61][62] V domku, ve kterém se v současnosti prodávají knihy a pohlednice, býval malý obývací pokoj, jehož okno vede do Jeleního příkopu, dále malá hala a průchod do podkroví a sklepa. V Dopisech Felici napsal: „Jednou v létě jsem šel s Ottlou hledat byt, na možnost skutečného klidu jsem už nevěřil, přece však jsem šel hledat. Prohlédli jsme si něco na Malé Straně... Nic, nenašli jsme nic, co by se hodilo. Z legrace jsme se zeptali v té malé uličce. Ano, jeden domek bude v listopadu k pronajmutí. Ottla, která rovněž, ale na svůj způsob, hledá klid, se zamilovala do myšlenky, že si dům pronajme. Já, se svojí vrozenou slabostí, jsem ji zrazoval. Že bych tam mohl být i já, na to jsem ani nepomyslel. Tak malý, tak špinavý, tak neobyvatelný, se všemi možnými nedostatky. Ona však na tom trvala, když byl domek velkou rodinou, která v něm bydlela, vyklizen, dala ho vymalovat, koupila pár kousků rákosového nábytku... chovala to a chová před ostatní rodinou jako tajemství... Tady mi to úplně vyhovuje. Po všech stránkách: krásná cesta, která vede sem nahoru, zdejší ticho, od souseda mě odděluje pouze tenká stěna, ale soused je docela potichu; nosím si sem večeři a zůstávám zde až do půlnoci; poté je zde výhoda cesty domů: když se zastavím, když jdu zase dál, procházka mi zklidní mysl. A život zde: je to něco jedinečného mít vlastní domek, zamknout dveře před světem, nejen dveře pokoje nebo bytu, ale dveře domu, vyjít ze dveří domova do sněhu na tiché ulici. To vše za 20 korun měsíčně, zařízený mou sestrou vším potřebným, opečovávaný tak trochu, jak jen je třeba, malou květinářkou, vše je v pořádku a hezké.“

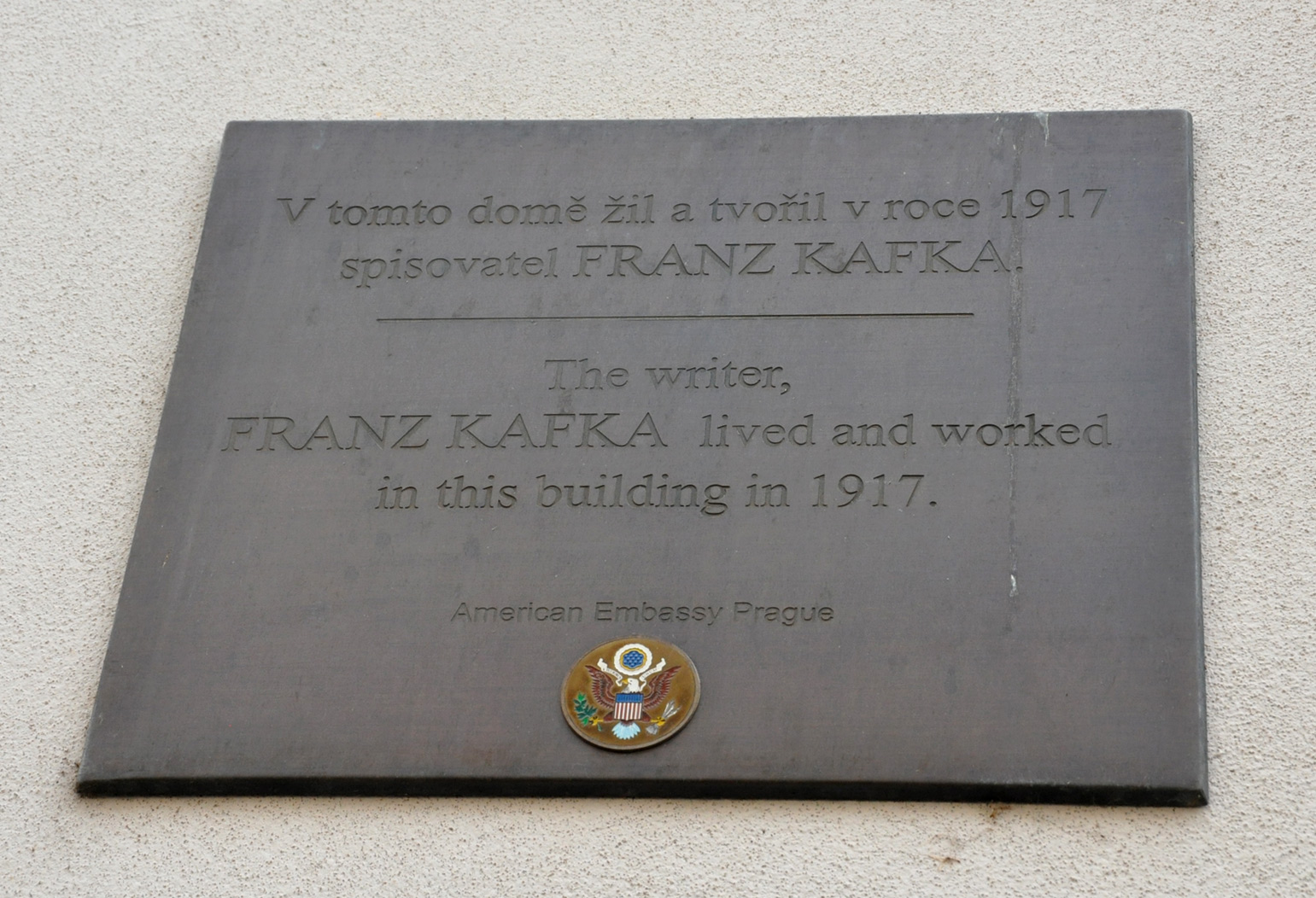
Pamětní deska o pobytu Franze Kafky na Schönbornském paláci

- 15/ 1917 (březen–září): Schönbornský palác, Tržiště čp. 365/15 – pronajal si dvoupokojový byt pro sebe a pro svou snoubenku Felice. V noci z 12. na 13. srpna 1917 zde utrpěl první vážné plicní krvácení. 4. září mu byla diagnostikována plicní tuberkulóza. Dnes je v budově ambasáda Spojených států amerických. Na fasádě je pamětní deska s dvojjazyčným textem V tomto domě žil a tvořil v roce 1917 spisovatel Franz Kafka. The writer, Franz Kafka lived and worked in this building in 1917. American Embassy Prague.[63][64] Text doplňuje znak USA.[31]
  - pobyt mimo Prahu – 1917 (12. září) až 1918 (30. dubna) – obec Siřem u Podbořan u své sestry
- 9b/ 1918–1924: opět Oppeltův dům – viz také 9a. V tomto domě zažil Kafka vyhlášení Československé republiky 28. října 1918. Moc ho ovšem nevnímal, bojoval totiž se smrtí. Už 14. října 1918 ulehl se španělskou chřipkou, která v jeho případě byla nebezpečnější, protože trpěl tuberkulózou. Horečky a následný zápal plic ovšem překonal.[65]
  - pobyt mimo Prahu – a/ 1918 (30. listopadu do Vánoc), b/ znovu 1919 (19. ledna do konce března), c/ potřetí týdenní pobyt začátkem listopadu 1919, d/ naposled 1923 (srpen–září): Stüdlův penzion, Želízy 76 – léčil se zde s tuberkulózou. Celkem zde strávil 145 dní, tj. 5 měsíců. Během druhého pobytu v lednu 1919 se na slunné verandě penzionu seznámil s Julií Wohryzkovou, dcerou pražského obuvníka a správce vinohradské synagogy. Během třetího pobytu napsal mnohastránkový, nikdy nedoručený, naříkavě bilancující Dopis otci. Na čelní stěně budovy byla 16. listopadu 1999 odhalena pamětní deska, kterou vytvořil akademický sochař Dalibor Mandovec z Říčan. Na ní najdeme Kafkovu tvář zasazenou do šesticípé Davidovy hvězdy a text V tomto domě pobýval v letech 1918, 1919 a 1923 spisovatel Franz Kafka, v roce 1919 zde napsal slavný „Dopis otci“.[66][67]
  - pobyt mimo Prahu – duben až červen 1922: sanatorium Merano
  - pobyt mimo Prahu – prosinec 1920 – srpen 1921): sanatorium Tatranské Matliare.
  - pobyt mimo Prahu – 1922 (23. června – 18. září): Planá nad Lužnicí, Příčná čp. 145 u manželů Hniličkových. Nejmilejší sestra Ottla zde pronajala 2 pokoje pro sebe, svou rodinu (dcerku Věru a služebnou; o víkendech přijížděl i manžel) a Franze v horním patře soukromého domu. Franzovi přenechala větší světlejší pokoj. Planá po první světové válce patřila k nejoblíbenějším a nejmódnějším letoviskům kvůli domnělým léčebným účinkům zdejší vody. Během svého tříměsíčního letního pobytu zde byl ze zdravotních důvodů penzionován (ke dni 1. července 1922). Psal zde román Zámek a právě tady se v srpnu rozhodl, že ho nedokončí. Nenašel zde klidu, vadil mu hluk z nádraží, z nedaleké pily i křik dětí. Dokonce se zde nervově zhroutil. Potvrzuje to dopis Maxu Brodovi z 29. června: „Bylo by tu hezky, kdyby byl klid, pár hodin sice je, ale zdaleka ne dost. Žádná chaloupka na komponování. Avšak Ottla o všechno zázračně pečuje (posílá Ti pozdrav). Dnes například neblahý den, celý den tu drvoštěp štípe hospodyni dřevo. Co on naprosto nepochopitelně vydrží rukama a mozkem, nevydržím já ušima, ani s Ohropaxem ne (není tak úplně špatný; když ho strčíš do ucha, slyšíš toho sice zrovna tolik jako předtím, ale časem přece jen docílíš lehkého ohlušení v hlavě a chabého pocitu ochrany, inu, není to mnoho). I rámus od dětí a podobně. Také jsem musel na několik dní změnit pokoj, ten pokoj, který jsem měl až dosud, byl velmi krásný, velký, světlý, se dvěma okny, s dalekým výhledem a svým dokonale chudým, leč nehotelovým zařízením měl cosi, čemu se říká ’svatá prostoto’. V takový hlučný den, a nastane mi jich teď několik, několik určitě a mnoho pravděpodobně, si připadám jako vykázaný ze světa, na krok jako jindy, nýbrž na sto tisíc kroků.“[68]
  - pobyt mimo Prahu – 1923 (léto): Lázně Müritz u Baltického moře, se sestrou Ottlou a jejími dětmi
  - pobyt mimo Prahu – 1923 (? – 15. listopadu): Berlín, Miquelstraße 8 – dům se nedochoval.[24]
  - pobyt mimo Prahu – 1923 (15. listopadu) – 1924 (1. února): Berlín-Steglitz, vila v Grunewaldstraße 13 – 2 pokoje v prvním patře, pamětní deska s textem Der österreichische Dichter Franz Kafka, geboren am 3. Juli 1883 in Prag, verstorben am 3. Juni 1924 in Wien/Klosterneuburg, wohnte in diesem Hause vom 15. November 1923 bis zum 1. Februar 1924. Die Republik Österreich.[24][69]

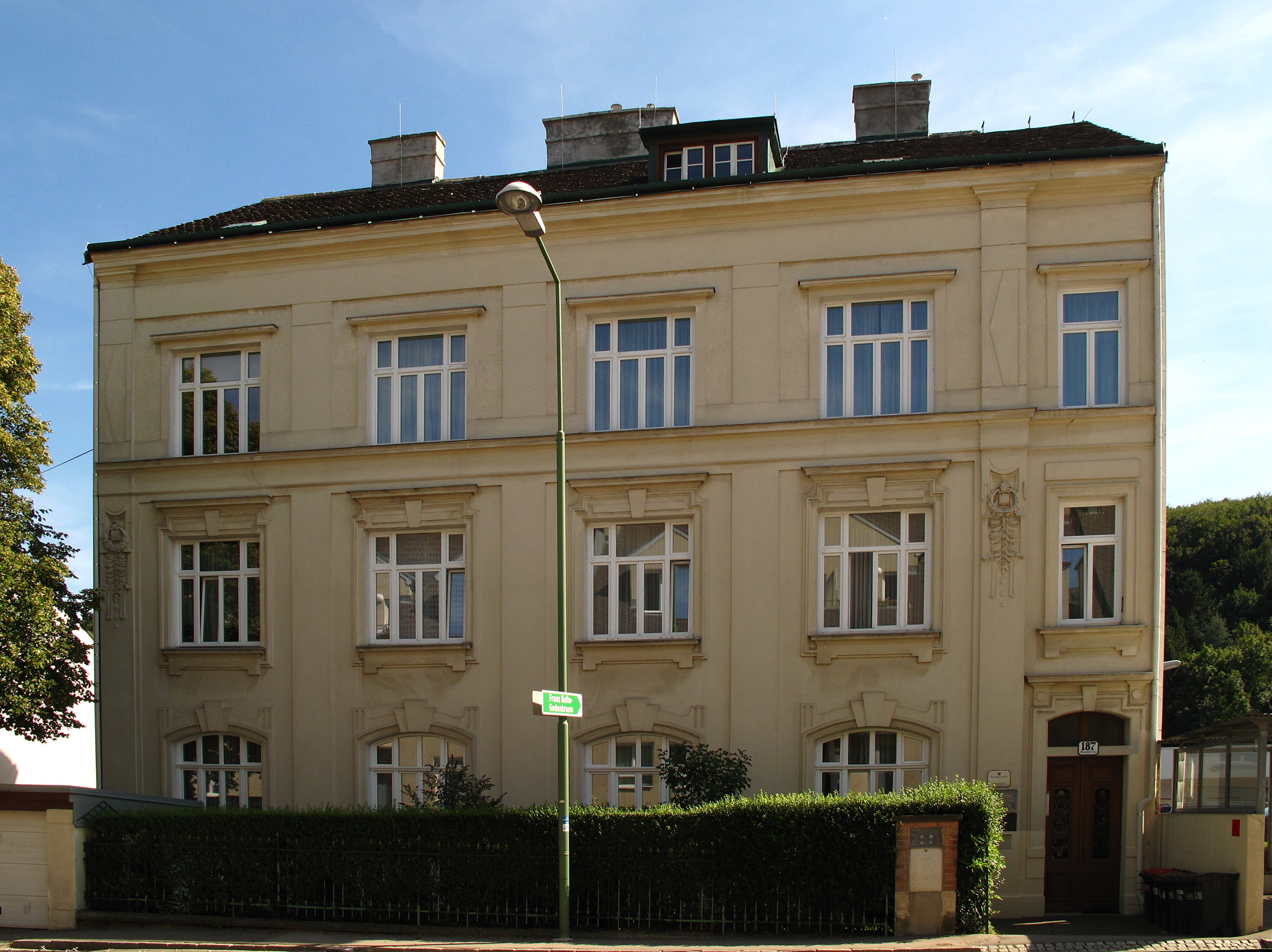
Sanatorium v Kierlingu

  - pobyt mimo Prahu – 1924 (1. února – ?): Berlín, dnešní Zehlendorfer Busseallee 7–9.[24]
  - pobyt mimo Prahu – 1924 (duben): Sanatorium Wienerwald, Ortmann/Pernitz, Dolní Rakousy
  - pobyt mimo Prahu – 1924 (10. dubna – ?): Všeobecná nemocnice (Allgemeines Krankenhaus) Vídeň, Laryngologická klinika Dr. Markuse Hajka. Vícelůžkový pokoj. V oblečení vážil méně než 50 kg.

- - pobyt mimo Prahu – 1924 (duben – 3. června): Sanatorium Hoffmann, Hauptstraße 187, Kierling u Klosterneuburgu, Dolní Rakousy – zde zemřel na tuberkulózu 3. června.[70] Kafka trpěl silnými bolestmi hrtanu, téměř nemohl mluvit, dorozumíval se pomocí lístečků. Svého doktora Roberta Klopstocka požádal o vyšší dávku morfia slovy: „Zabijte mě, nebo jste vrah“.[71] Kafka se také obrátil na lékaře: „Neodcházejte prosím, doktore.“ Překvapený doktor, který právě stál u stolu, se k němu otočil: „Ale já přece neodcházím.“ A na to Franz Kafka: „Ale já odcházím, doktore.“[72][73] V budově byla v roce 1983 u příležitosti 100. výročí narození spisovatele otevřena studijní a pamětní síň (Studien- und Gedenkraum) Franze Kafky. V roce 2014 byla u příležitosti 90. výročí Kafkova úmrtí výstava přeinstalována. Fotografie, dopisy a pohlednice (kopie) přibližují závěrečnou epizodu života umělce.[74]
- pohřeb – 1924 (11. června v 16 hodin): Nový židovský hřbitov, Žižkov – hrob (číslo 21 – 14 – 21) Franze Kafky a jeho rodičů. Pohřbu se zúčastnilo asi sto osob.[71] Náhrobek na privilegovaném místě v blízkosti hlavní brány má tvar šestibokého krystalu s daty pohřbených na čelní stěně, je dílem architekta Leopolda Ehrmanna, renovátora smíchovské synagogy. Naproti na zdi má pamětní desku nejlepší Kafkův přítel a propagátor jeho díla Max Brod, který je pohřben v Izraeli.[75][76] Na desce je text: Památce Dr. Maxe Broda, pražského rodáka, spisovatele a myslitele, průkopníka české literatury v zahraničí, přítele Franze Kafky a vykladatele jeho díla. Židovská náboženská obec.

## Příbuzenstvo

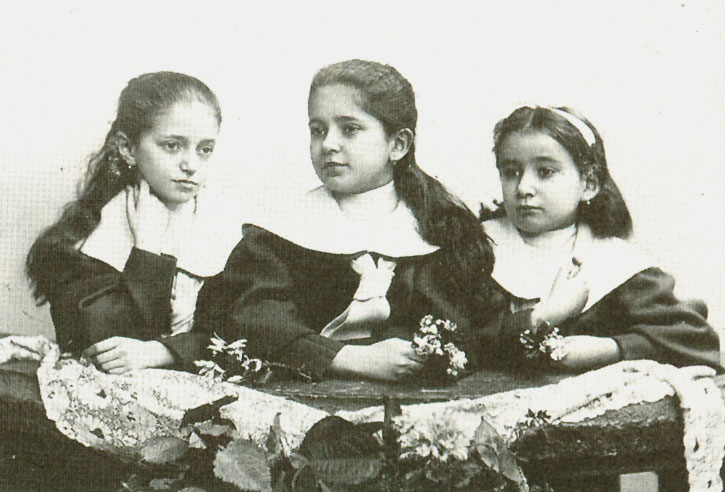
Kafkovy sestry: Valli, Elli a Ottla

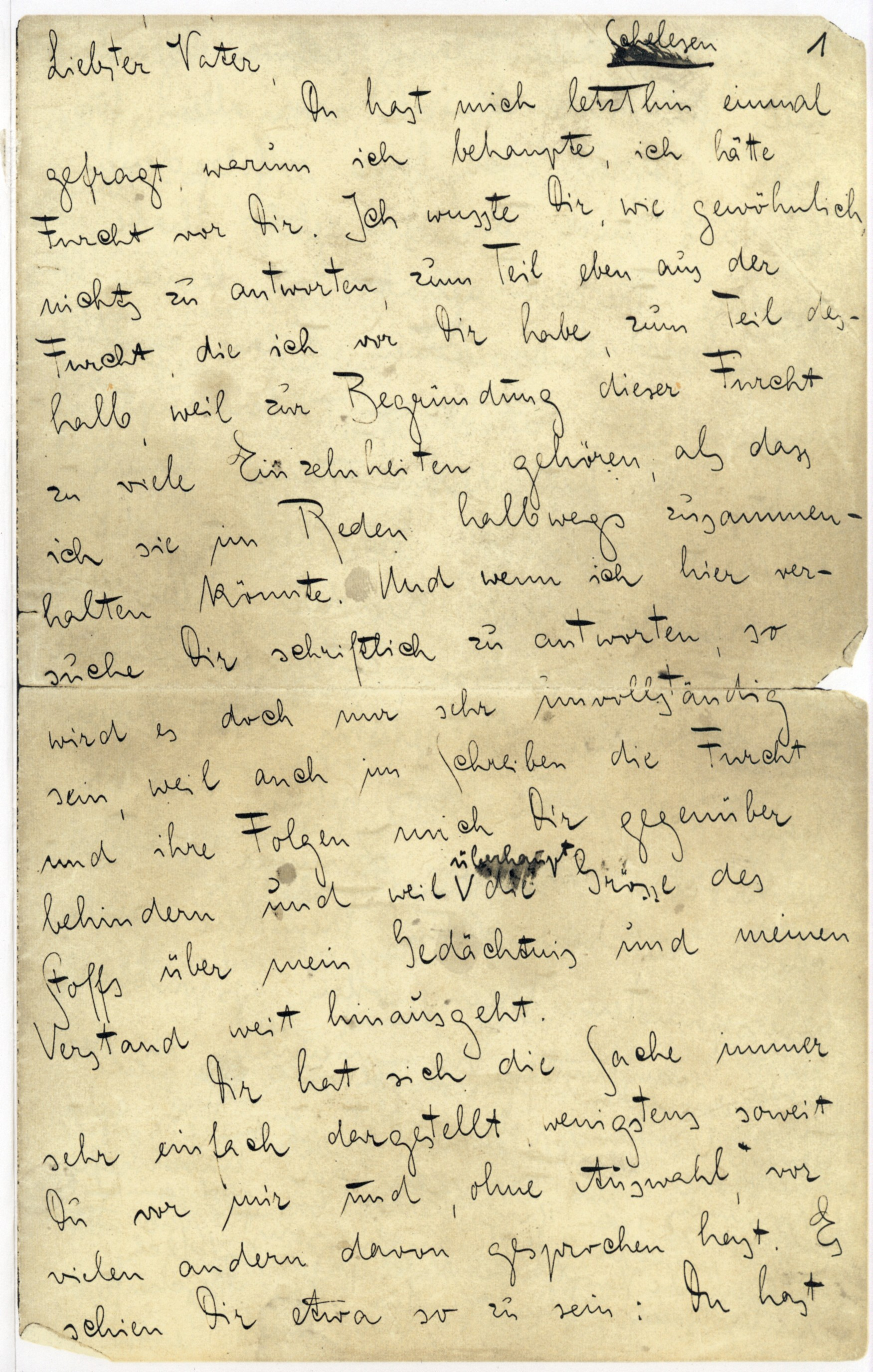
Dopis otci, faksimile rukopisu z roku 1918 vydaná roku 1994

Šest nejbližších členů rodiny zemřelo během holokaustu: všechny sestry, švagr Josef Pollak, neteř Hanne, synovec Felix.

### Rozrod Hermanna a Julie Kafkových
- A1. Hermann Kafka (1852–1931) ∞ 1882 Julie, rozená Löwy (1855–1934)
  - B1. FRANZ KAFKA (1883–1924)
  - B2. Georg Kafka (1885–1886)
  - B3. Heinrich Kafka (1887–1888)
  - B4. Gabrielle (1889–1941) ∞ Karl Hermann (1885–1939)
    - C1. Felix Hermann (1911–1940 tyfus)
    - C2. Gerti (1912–1972)
    - C3. Hanne (1920–1941)

  - B5. Valerie (1890–1942) ∞ Josef Pollak (1882–1942)
    - C1. Marianne (1913–2004)
    - C2. Lotte (1914–1931)

  - B6. Ottilie (1892–1943) ∞ 1920 Dr. Josef David (1891–1962), rozvedeni
    - C1. Věra (1921–2015) 1.∞ Karel Projsa (1912–1972), 2.∞ Erik Adolf Saudek (1904–1963, utopil se) – 5 dětí z druhého manželství
      - D1. Vladimír
      - D2. Vojtěch (znovu přeložil Kafkův Dopis otci)
      - D3. Anna
      - D4. Josef († 5letý na leukemii)
      - D5. František

    - C2. MUDr. Helena (1923–2005) ∞ MUDr. Zdeněk Kostrouch
      - D1. MUDr. Zdeněk Kostrouch
      - D2. MUDr. Tomáš Kostrouch

## Dílo

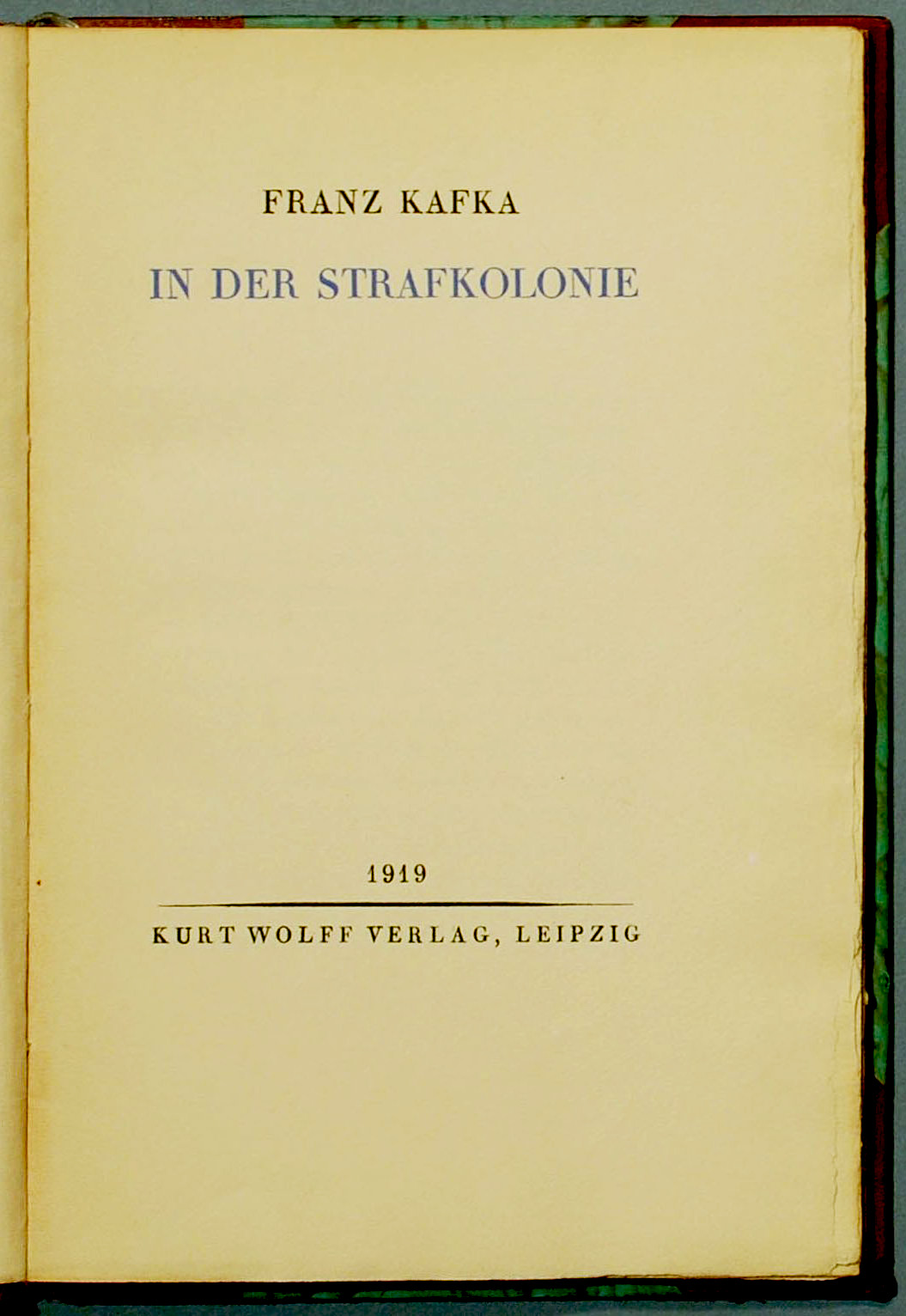
První vydání novely V kárném táboře z roku 1919

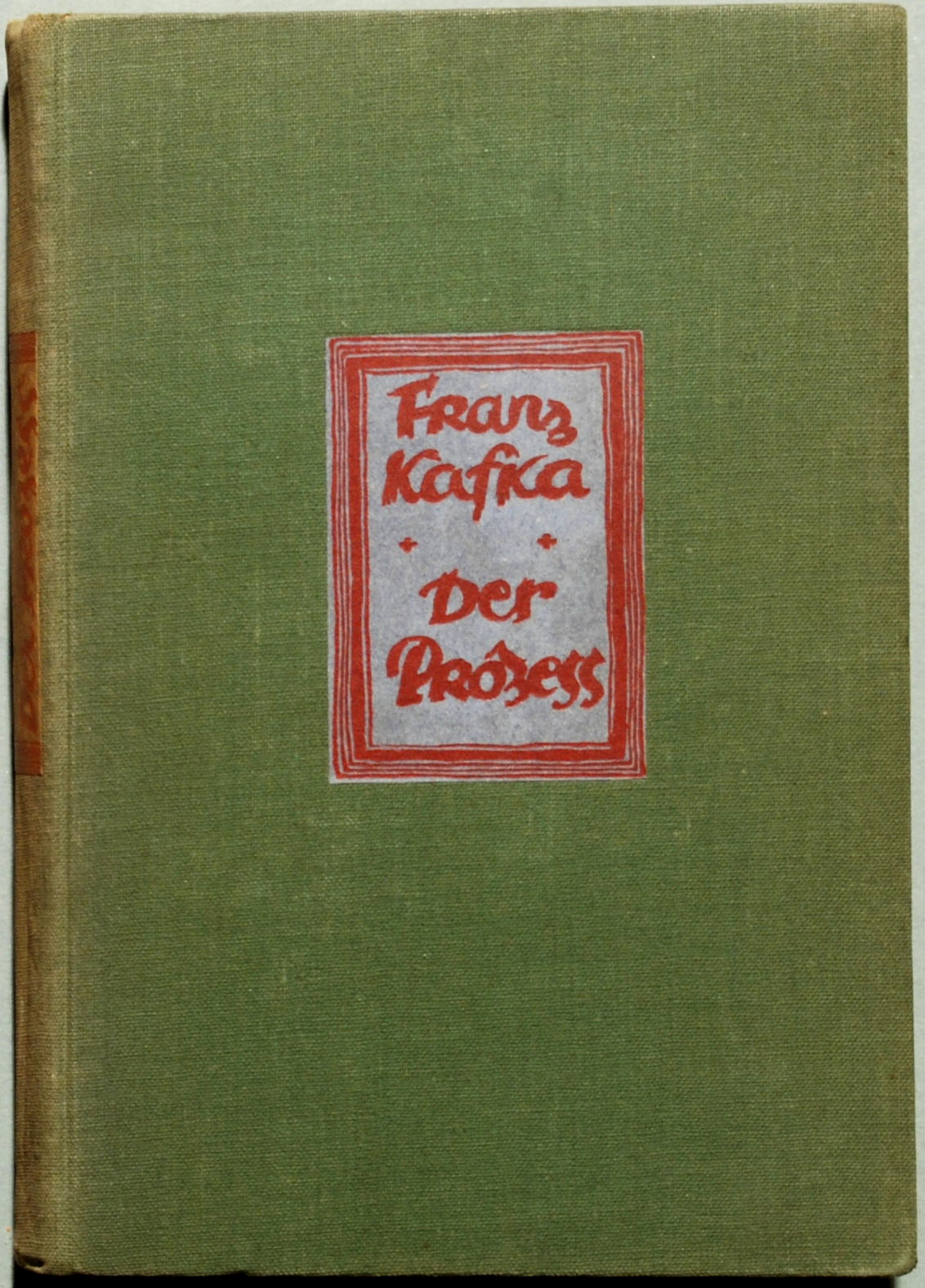
První vydání románu Proces z roku 1925

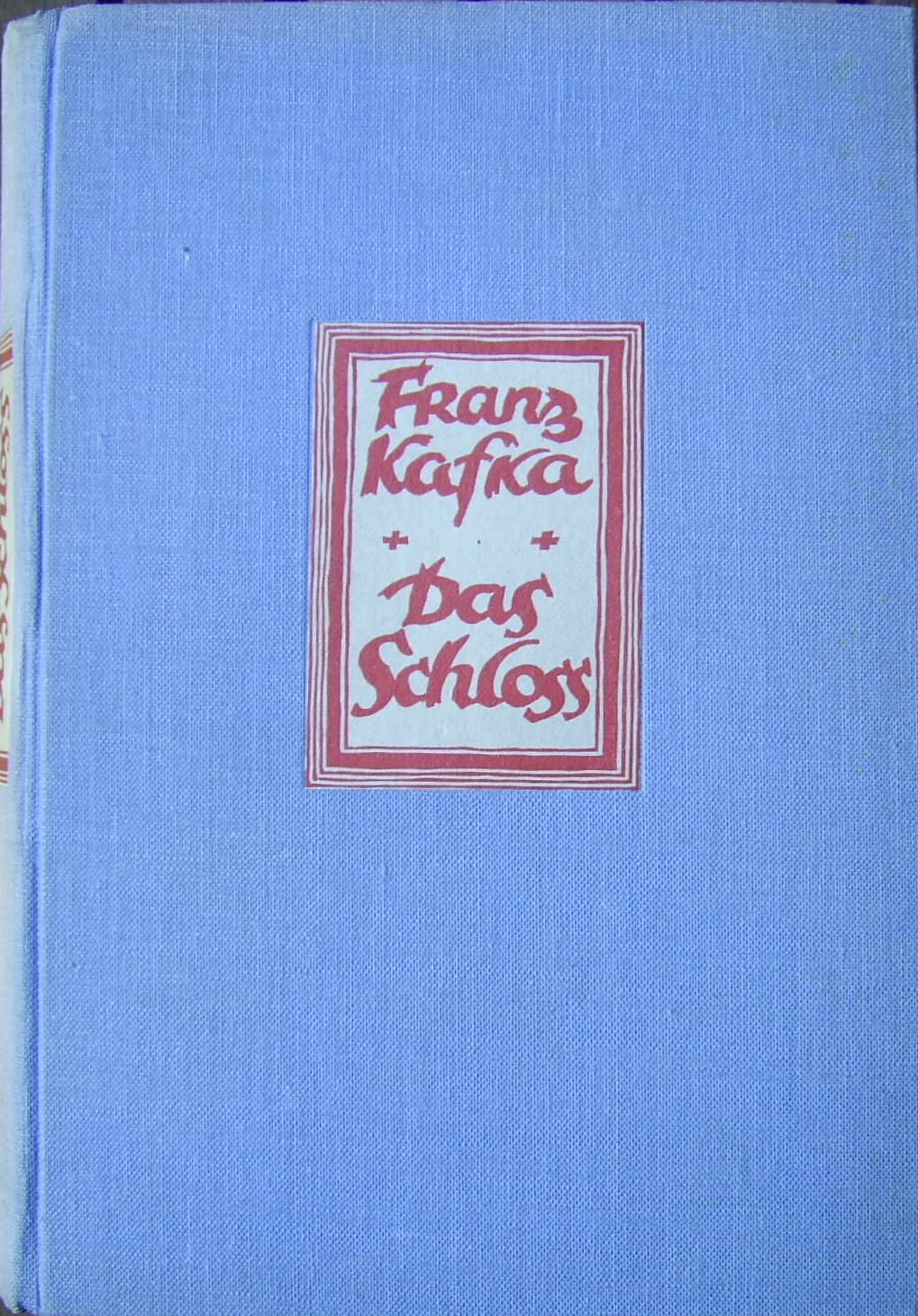
První vydání románu Zámek z roku 1926

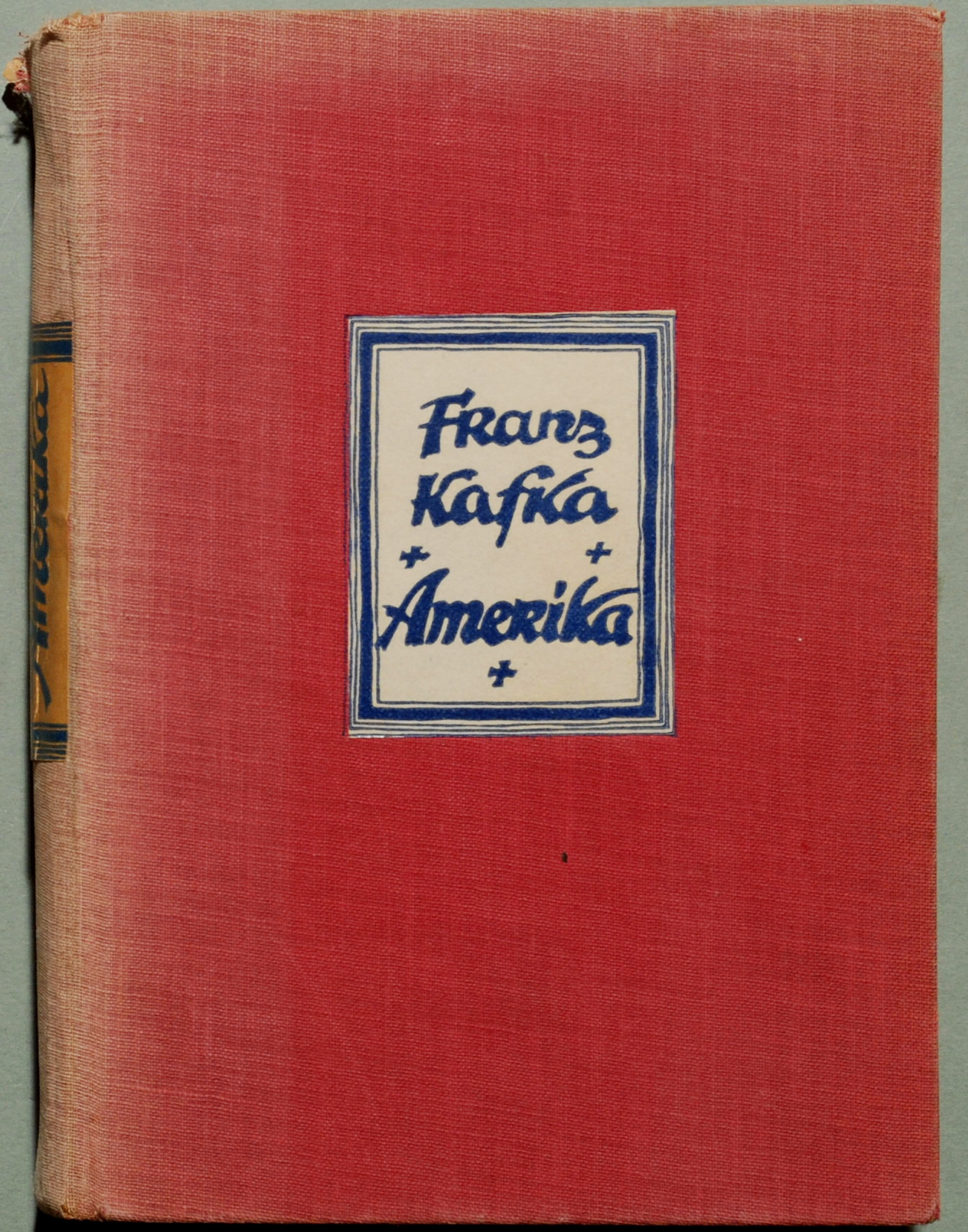
První vydání románu Amerika z roku 1927

Za nejdůležitější Kafkovy práce jsou všeobecně považovány romány Proces, Nezvěstný (též zvaný Amerika), Zámek a novela Proměna.
Stěžejní část Kafkova díla byla za jeho života téměř neznámá, publikoval jen několik povídek. Proslulým autorem se Kafka stal až po své smrti, zejména po druhé světové válce, a dnes patří ke klasikům literatury 20. století. Je považován za jednoho z největších inovátorů románového vyprávění. Důležitými motivy jeho tvorby jsou pocity vyřazenosti a izolace. V kontrastu s tím je často humorné a ironické líčení děje. Dalším podstatným rysem jeho tvorby jsou hrdinové, kteří se stávají předmětem ponižování. Ukončení příběhů jsou zpravidla tragická a bezvýchodná.

### Povídky vydané za života
- Betrachtung (česky Rozjímání), v časopise Hyperion, roč. 1, č. 1, S. 91-93, Mnichov 1908, sbírka osmi krátkých próz.[77]
- Ein Damenbrevier, 1909 (česky Dámský breviář).
- Gespräch mit dem Beter, 1909 (česky Rozhovor s modlilem), jde o část posmrtně zveřejněného Popisu jednoho zápasu.
- Gespräch mit dem Betrunkenen, 1909 (česky Rozhovor s opilcem).
- Die Aeroplane in Brescia, 1909 (česky Aeroplány v Brescii).
- Großer Lärm, 1912, (česky Velký hluk), poprvé vyšla in Herder-Blätter, roč. 1, č. 4/5, říjen 1912, S. 44
- Betrachtung, 1913 (česky Rozjímání), sbírka osmnácti krátkých próz.
- Das Urteil, 1913 (česky Ortel), poprvé vyšla in Arkadia. Ein Jahrbuch für Dichtkunst, k vydání připravil Max Brod. Leipzig: Kurt Wolf Verlag, 1913, str. 53–65
- Der Heizer, 1913 (česky Topič). První kapitola románového fragmentu Der Verschollene (česky Amerika nebo Nezvěstný).
- Die Verwandlung, 1915 (česky Proměna), poprvé vyšla in Die Weissen Blätter, roč. 2, č. 10, říjen 1915, S. 1177–1230.
- Vor dem Gesetz, (1915) (česky Před zákonem), součást pozdějšího románu Proces.
- Ein Bericht für eine Akademie 1917 (česky Zpráva pro jistou Akademii).
- Ein Brudermord, 1917, (česky Bratrovražda), vydána též v lehce odlišné podobě pod názvem Der Mord (1917), pod názvem Ein Brudermord poprvé vyšla in Marsyas, Semesterband 1, I, č. 1, červenec/srpen 1917, S. 82–83
- Der Kübelreiter, 1917 (česky Jezdec na uhláku).
- Ein Landarzt, 1918 (česky Venkovský lékař).
- In der Strafkolonie, 1919 (česky V kárném táboře).
- Ein Landarzt, 1920 (česky Venkovský lékař), sbírka čtrnácti krátkých próz.
- Ein Hungerkünstler, 1922 (česky Umělec v hladovění).

### Díla vydaná posmrtně
- Beschreibung eines Kampfes, 1904–1905 (česky Popis jednoho zápasu).
- Hochzeitsvorbereitungen auf dem Lande, 1907–1908 (česky Svatební přípravy na venkově).
- Der Dorfschullehrer, 1914–1915, Brodův titul Der Riesenmaulwurf, (česky Vesnický učitel nebo Obří krtek).
- Blumfeld, ein älterer Junggeselle, 1915 (česky jako Blumfeld, starší mládenec).
- Die Brücke, 1916–1917 (česky jako Most).
- Der Gruftwächter, 1916–1917 (česky jako Strážce hrobky).
- Der Jäger Gracchus, 1917 (česky Myslivec Gracchus). Titul vydán Brodem.
- Beim Bau der Chinesischen Mauer, 1917 (česky Na stavbě čínské zdi).
- Eine alltägliche Verwirrung (česky Všední zmatek), 1917, titul vydán Brodem.
- Brief an den Vater, rukopis 1918 (česky Dopis otci).
- Kleine Fabel, 1920 (česky Malá bajka). Titul vydán Brodem.
- Der Geier, 1920 (česky Sup).
- Forschungen eines Hundes, 1922 (česky Výzkumy jednoho psa).
- Der Bau, 1923–1924 (česky Doupě). Titul vydán Brodem roku 1931
- Der Prozeß, rukopis z let 1914–1915; vydáno 1925 (česky Proces) – hlavní postava Josef K. je v den svých 30. narozenin zatčen a obviněn. Zpočátku se K. brání a snaží se zjistit příčinu svého zatčení, ale postupem času začíná věřit ve svou vinu.
- Das Schloß, rukopis z roku 1922; vydáno 1926. Románový fragment (česky Zámek).
- Amerika, první náčrty 1912; vydáno 1927. Románový fragment (česky Amerika nebo Nezvěstný). Brodův titul Amerika nahradil původně Kafkou zamýšlený název „Der Verschollene“ (Nezvěstný). Je to příběh mladíka cestujícího do Ameriky na lodi, postupně v Americe bydlící u svého přítele. Jako další Kafkova díla, i tady je epická část velmi nevýrazná, spíše slouží pro vykřičení pocitu nevinně odsouzeného, bezvýchodně bloudícího. V tomto stavu se ovšem Kafka nevyhýbá třeba i úsměvným momentům, které nás z patologického pocitu vytrhávají a dávají nám se s ním vlastně smířit. Nedokončenost tohoto díla není na škodu, jelikož vedle myšlenky odsouzení je jakékoli přirozené vyústění zbytečné.

### Osobní pozůstalost
Dále se zachovala jeho soukromá korespondence, která nevybočuje ze stylu jeho psaní. Lze z ní usuzovat, že Kafkovi nechyběl smysl pro vtip a lehkou ironii.
Významný dokument Kafkova života i jeho doby představují dopisy (přítelkyni Mileně Jesenské, snoubence Felici Bauerové, sestře Ottle a rodině) a deníky.
- Dopisy Mileně
  - uspoř., úvodní stať a pozn. naps. František Kautman; z němčiny přel. Hana Žantovská; výňatky z dopisů M. Jesenské M. Brodovi přel. Josef Čermák, 1. vyd., Praha: Academia, 1968
- Dopisy Felici
  - z němčiny přel. Viola Fischerová; doslovem opatřil Erich Heller, 1. vyd., Praha: Nakladatelství Franze Kafky, 1999, 966 stran

Kromě toho se zachoval též Kafkův soukromý deník z let 1902 až 1924.
V červnu 2015 došlo v Izraeli k precedentnímu rozhodnutí, které se týkalo Kafkovy pozůstalosti. Nejvyšší izraelský soud totiž došel k závěru, že dědička Eva Hoffeová, které její matka – sekretářka Maxe Broda – odkázala kufr Kafkových písemností, jejž Max Brod odvezl v roce 1939 z Evropy do Palestiny, je povinna veškerý materiál odevzdat izraelské národní knihovně. Eva Hoffeová Kafkovu pozůstalost v roce 2007 zdědila spolu se svou – již zesnulou – sestrou a odmítla ji poskytnout literárním vědcům. Z tohoto zdroje Esther Hoffeová koncem osmdesátých let za milión liber prodala německé národní knihovně celý původní rukopis románu Proces. Písemnosti od Evy Hoffeové jsou uloženy v sejfech jedné nejmenované izraelské banky a podle literárních vědců obsahují i doposud nezveřejněné dopisy či povídkové náčrty a s největší pravděpodobností i řadu Kafkových kreseb. Max Brod totiž přiznal, že z písemností, které se mu podařilo zachránit, zveřejnil pouze převážnou část, ale nikoli všechno. Proti rozhodnutí soudu již neexistuje odvolání.
Po Franzi Kafkovi bylo v roce 2015 pojmenováno několik vlaků vyšší kvality EuroCity dopravce České dráhy jezdící v trase: Praha–Domažlice–Regensburg–Mnichov.

## Kafkovi pokračovatelé
Hledání smyslu lidské existence, a především existencialismus přivedly na podobnou cestu i další spisovatele. Mezi české následovníky či pokračovatele Franze Kafky jsou v různých etapách své tvůrčí činnosti řazeni například: Ludvík Vaculík, Bohumil Hrabal, Karel Pecka, Jan Kameníček, Libuše Moníková a další tvůrci. Odkazy na Kafkovy knihy se objevují v dílech světové literatury.

## Filmové adaptace
- Una confusión cotidiana (1950, Všední zmatek), kubánský krátký film, režie Néstor Almendros a Tomás Gutiérrez Alea.
- K (Metamorphosis) (1954, Proměna), britský krátký film, režie Lorenza Mazzetti.
- Ein Bericht für eine Akademie (1962, Zpráva pro jistou Akademii), německý televizní film, režie Willi Schmidt.
- Prosessen (1962, Proces), norský televizní film, režie Pål Løkkeberg.
- Das Schloß (1962, Zámek), německý televizní film, režie Sylvain Dhomme.[80]
- The Trial (1962, Proces), americký film, režie Orson Welles, v hlavní roli Anthony Perkins.[81]
- La metamorfosis (1962), venezuelské drama, režie Ángel Hurtado.[82]
- In der Strafkolonie (1963, V kárném táboře), německý televizní film, režie Willi Schmidt.
- De grafbewaker (1965, Strážce hrobky), belgický film, režie Harry Kümel.
- Amerika (1966), epizoda z britského televizního seriálu Theatre 625, režie James Ferman.
- Le fratricide (1967, Bratrovražda), francouzský krátký film, režie Charles Belmont.
- La metamorfosis (1968, Proměna), epizoda ze španělského televizního seriálu Hora once, režie Josefina Molina.
- Das Schloß (1968, Zámek), německý film, režie Rudolf Noelte, v epizodní roli Iva Janžurová.
- Oikeusjuttu (1969, Proces), finský televizní film, režie Seppo Wallin.
- Amerika oder der Verschollene (1969, Amerika aneb Nezvěstný), německý televizní film, režie Zbyněk Brynych.
- Tuomio (1970, Ortel), finský televizní film, režie Oiva Lohtander.
- The Great Wall of China (1970, Při stavbě čínské zdi), britský film, režie Joel Tuber.
- La colonia penal (1970, V kárném táboře), chilský film, režie Raúl Ruiz.[83]
- El castillo (1975, Zámek), epizoda ze španělského televizního seriálu El teatro, režie Juan Guerrero Zamora.
- Die Verwandlung (1975, Proměna), německý televizní film, režie Jan Němec.
- Un informe para una academia (1975, Zpráva pro jistou Akademii), španělský televizní film, režie Carles Mira.
- Förvandlingen (1976, Proměna), švédský film, režie Ivo Dvořák.
- Redogörelse framlagd för en akademi (1976, Zpráva pro jistou akademii), švédský televizní film, režie Börje Ahlstedt.
- Bratrovražda (1977), český krátký film, režie Miroslav Janek.
- Il processo (1978, Proces), italský televizní film, režie Luigi Di Gianni.
- The Metamorphosis of Mr. Samsa (1978, Proměna), americko-kanadský krátký animovaný film, režie Caroline Leaf.
- Ante la ley (1980, Před zákonem), mexický krátký film, režie Jorge Pérez Grovas.
- Proces (1980), polské drama, režie Agnieszka Holland a Laco Adamik.[84]
- Fraticidio (1981, Bratrovražda), mexický krátký film, režie Rosa Delia Caudillo.
- Ein Brudermord (1981, Bratrovražda), britský krátký animovaný film, režie Quay Brothers (Stephen Quay a Timothy Quay).
- Levél apámhoz (1982, Dopis otci), maďarský televizní film, režie István Szabó.
- A Hunger Artist (1982, Umělec v hladovění), americký film, režie John Strysik.
- Die Vorüberlaufenden (1983, Ti, kdo běží kolem), švýcarský krátký film, režie Christian Iseli.
- La métamorphose (1983, Proměna), francouzský televizní film, režie Jean-Daniel Verhaeghe.
- Une villa aux environs de New York (1983), epizoda z francouzského televizního seriálu Télévision de chambre podle románu Amerika, režie Benoît Jacquot.
- Klassenverhältnisse (1984), francouzsko-německý film podle románu Amerika, režie Danièle Huillet a Jean-Marie Straub.[85]
- Le château (1984, Zámek), francouzský televizní film, režie Jean Kerchbron.
- Linna (1986, Zámek), finský film, režie Jaakko Pakkasvirta.
- Metamorphosis (1987, Proměna), britský televizní film, režie Jim Goddard.
- El prontuario del señor K (1987), argentinský televizní film podle románu Proces, režie Oscar Barney Finn.
- Informe per a una acadèmia (1989, Zpráva pro jistou Akademii), španělský televizní film (v katalánštině), režie Boris Ruiz.
- Tsikhe-Simagre (1990), gruzínský film podle románu Zámek, režie Dato Janelidze.
- Hiilisangolla ratsastaja (1992, Jezdec na uhláku), finský krátký animovaný film, režie Katariina Lillqvist.
- The Trial (1993, Proces), britský film, režie David Hugh Jones, scénář Harold Pinter, v hlavních rolích Kyle MacLachlan a Anthony Hopkins.[86]
- Замок (1994, Zámek), ruský film, režie Alexej Balabanov.
- Procesas (1994, Proces), litevský film, režie Algimantas Puipa a Janina Lapinskaite.
- La metamorfosis de Franz Kafka (1993, Proměna Franze Kafky), španělský krátký film, režie Carlos Atanes.
- Amerika (1994), český film, režie Vladimír Michálek, v hlavní roli Martin Dejdar.[87]
- Певица Жозефина и мышиный народ (1994, Zpěvačka Josefína aneb Myší národ), ukrajinský film, režie Sergej Maslobojčikov.
- Inkarnace (1994), český televizní film, režie Pavel Bárta, děj filmu sleduje hlavního hrdinu, který se během četby knihy Proces identifikuje s postavou Josefa K.
- The Hunger Artist (1995, Umělec v hladovění), britský krátký film, režie Bernard Rudden.
- Maalaislääkäri (1985, Venkovský lékař), finský krátký animovaný film, režie Katariina Lillqvist.[88]
- Nachtland (1995), německý krátký film podle povídky Venkovský lékař, režie Cyril Tuschi.
- Das Schloß (1997, Zámek), německo-rakouský film, režie Michael Haneke.
- Metamorphosis: Beyond the Screen Door (1997), americká komedie, režie Norith Soth.[89]
- The Sickroom (1998), kanadský krátký film, podle povídky Venkovský lékař, režie Serge Marcotte.
- A Common Confusion (1999, Všední zmatek), americký krátký film, režie Spencer Parsons.
- Bratobójstwo (1999, Bratrovražda), polský krátký film, režie Slawomir Fabicki.
- Am Ende des Ganges (1999), německý krátký film podle románu Proces, režie Michael Muschner.
- Lo strano caso del signor Kappa (2001, Podivný případ pana Kappa), italský film podle románu Proces, režie Fabrizio Lori.
- Ein Brudermord (2002, Bratrovražda), německý krátký film, režie Fritz Böhm.
- K (2002), americký film, režie Shoja Azari, jde o tři Kafkovy zfilmované povídky (Manželský pár, V kárném táboře a Bratrovražda), ve kterých hrají stejní herci.[90]
- Превращение (2002, Proměna), ruský film, režie Valerij Fokin.[91]
- Menschenkörper (2004, Lidské tělo), německý krátký film podle povídky Venkovský lékař, režie Tobias Frühmorgen.
- The Hunger Artist (2004, Umělec v hladovění), americký krátký film, režie Mike Testin.
- Metamorfosis (2004, Proměna), španělský krátký film, režie Fran Estévez.
- Most (2004), epizoda ze srbského televizního seriálu Smesne i druge price, režie Milivoje Miško Milojević.
- In the Penal Colony (2006, V kárném táboře), kanadský krátký film, režie Sibel Guvenc.
- Nu devant un fantôme (2006), francouzský krátký film podle dopisů Mileně a Dopisu otci, režie Sébastien Betbeder .
- L'homme qui attendait (2006, Muž, který čekal), kanadský krátký animovaný film podle povídky Před zákonem, režie Theodore Ushev.
- La metamorfosis (2007, Proměna), argentinský film, režie Claudio Posse.
- Kafuka: Inaka isha (2007), japonský krátký animovaný film podle povídky Venkovský lékař, režie Koji Jamamura.[92]
- A Metamorfose (2007, Proměna), portugalský krátký film, režie Frederico Beja.
- Conversation with the Supplicant (2008), kanadský krátký film podle povídky Popis jednoho zápasu, režie Mark A. Lewis.
- The Burrow (2009, Doupě), americký krátký film, režie Danielle Parsons.
- Trapeze (2011), dánský krátký animovaný film podle povídky První hoře, režie Tore Bahnson.
- Schakale und Araber (2011, Šakali a Arabové). švýcarský krátký film, režie Jean-Marie Straub.
- Before the Law (2011, Před zákonem), americký krátký film, režie Pablo Torroella.
- Metamorphosis (2012, Proměna), britský film, režie Chris Swanton.
- A Common Confusion (2012, Všední zmatek), americký krátký film, režie Kenneth Anderson.
- In the Penal Colony (2013, V kárném táboře), americký film, režie Forrest Rice.
- Преображението (2013, Proměna), bulharský krátký film, režie Penčo.
- Der Bau (2014, (Kafkovo) Doupě), německý film, reřie Jochen Alexander Freydank.[93]
- K (2015), čínský film podle románu Zámek, režie Darhad Erdenibulag a Emyr ap Richard.
- Brudermord (2015), český krátký film podle povídky Bratrovražda, režie Erik Richard H. a Jakub Sivan.
- The Judgment (2015, Ortel), americký krátký film, režie Forrest Rice.
- Die Verwandlung (2015, Proměna), německý krátký film, režie Igor Plischke.
- Замок (2015, Zámek), ruský film, režie Konstantin Seliverstov.[94]
- Danjiki geinin (2016, Umělec v hladovění), japonský film, režie Masao Adači.[95]
- The Judgment (2016, Ortel), americký film, režie Connor Doyle.
- Kuthiraivaal (2021, Koňský ocas), indický film, režie Manoj Leonel Jason a Shyam Sunder

Filmy o Kafkovi
- Los amores de Kafka (1988), Argentina/ČSSR, režie Beda Docampo Feijóo.[96]
- Kafka (1991), USA/Francie, režie Steven Soderbergh.[97]
- Kafka podle Rybczynského (1992), animovaný francouzský film, režie Zbigniew Rybczyński.[98]
- Kafka to taky neměl lehký (1992), československý film, režie Dušan Klein.[99]
- Dream of Kafka (2020), arménský krátký film, režie David Babayan.[100]
- Nádhera života (Die Herrlichkeit des Lebens) (2024), německo-rakouský film o posledním roce Kafkova života, režie Georg Maas, Judith Kaufmann.[101]
- Kafka (2024), německý seriál, režie David Schalko.[102]
- Franz (2025, Polsko/Česko), režie Agnieszka Holland.[103]

## Česká vydání
Historicky první překlady Kafkových textů představují překlady jeho anonymních úředních textů publikované v českých verzích výročních zpráv Úrazové pojišťovny dělnické, kde byl Kafka od roku 1908 zaměstnán. Jde o devět publikací z let 1918 až 1915.
První zájem o překlad Kafkovy tvorby do češtiny projevil František Langer, bratranec Maxe Broda, tehdy začínající spisovatel a student medicíny, který se s Kafkou znal z kavárny Arco. Langer byl také editorem časopisu Umělecký měsíčník. V dubnu 1914 Kafka požádal nakladatelství Kurta Wolffa, kde mu v roce 1913 vyšla sbírka povídek Betrachtung, aby jeho výtisk zaslalo Langerovi. Časopis však přestal vycházet, když byl Langer povolán do války jako vojenský lékař.
Koncem roku 1919 nabídla novinářka Staša Jílovská vydavateli Josefovi Florianovi překlad Kafky pro vydání v jeho edici Dobré Dílo. Zřejmě šlo o překlad povídky Der Heizer (česky Topič), jehož autorem byla její kamarádka Milena Jesenská, která se s Kafkou znala. Ten Jesenské odpověděl, že Kafku moc nezná, ale je připraven posoudit, zda jej vydá a případně veřejně zkritizovat. Toho se Jílovská zřejmě zalekla a překlad nabídla S. K. Neumannovi, který tehdy redigoval týdeník Kmen. Neumann text nadšeně přijal a věnoval mu téměř celé jedno číslo Kmenu, které vyšlo v dubnu 1920. V doslovu pak uvedl povídka patří k nejlepším moderním povídkám německým. Výtisk tohoto čísla Jesenská poslala Kafkovi do Merana, kde v té době pobýval, a požádala ho o komentáře k překladu. Kafka kvalitu jejího překladu ocenil a komentářů měl jen málo, dochovaly se pouze komentáře k první stránce překladu.
- Topič, v časopise Kmen (IV. ročník, číslo 6.), Praha 1920, přeložila Milena Jesenská.[104]
- Nešťastný (ze sbírky Betrachtung), v novinách Tribuna (ročník 1920, č. 166), Praha 1920, přeložila Milena Jesenská.[104]
- některé povídky ze sbírky Betrachtung (Náhlá procházka, Výlet do hor, Neštěstí mládence, Kupec, Cesta domů a Ti, kteří běží mimo), v časopise Kmen (IV. ročník, číslo 26.), Praha 1920, přeložila Milena Jesenská.[104]
- Zpráva pro akademii, v novinách Tribuna, Praha 1920, přeložila Milena Jesenská.
- Před zákonem, v časopise Dělnická besídka (příloha deníku Právo lidu), Praha 1920, přeložila Milena Illová.
- Závodníkům na uváženou, v novinách Tribuna, Praha 1922, přeložil Jaroslav Dohnal.
- Soud,v časopise Cesta, Praha 1923, přeložila Milena Jesenská.
- Starý list, Josef Portman, Litomyšl 1928, bibliofilie, přeložil Ludvík Vrána.
- Zpráva pro akademii, Josef Portman, Litomyšl 1929, přeložil Ludvík Vrána.
- Proměna, Marta Florianová, Stará Říše na Moravě 1929, přeložili Ludvík Vrána a František Pastor.
- Venkovský lékař, Josef Portman, Litomyšl 1931, přeložil Ludvík Vrána.
- Zámek, Spolek výtvarných umělců Mánes, Praha 1935, přeložil Pavel Eisner.
- Pozorování, Alois Chvála, Praha 1946, přeložil Jan Řezáč.
- Proces, Československý spisovatel, Praha 1958, přeložil Pavel Eisner.
- Amerika, SNKLU, Praha 1962, přeložila Dagmar Eisnerová, znovu Dobrovský 2015.
- Proměna, SNKLU, Praha 1963, přeložil Zbyněk Sekal, znovu Primus, Praha 1990 a Šimon Ryšavý, Brno 1998.
- Zámek, Mladá fronta, Praha 1964, přeložil Vladimír Kafka, znovu Odeon, Praha 1969 a 1989 a Votobia, Olomouc 1995.
- Povídky, SNKLU, Praha 1964, přeložil Vladimír Kafka, znovu Odeon, Praha 1983 a 1990, obsahuje sbírky Rozjímání, Venkovský lékař, Umělec v hladovění a samostatné povídky Ortel, Proměna a V kárném táboře.
- Proces, SNKLU, Praha 1965, přeložili Dagmar a Pavel Eisnerovi, znovu Argo, Praha 1992.
- Popis jednoho zápasu, Odeon, Praha 1968, přeložil Vladimír Kafka, znovu 1991, obsahuje novely, črty a aforismy z pozůstalosti.
- Dopisy Mileně, Academia, Praha 1968, přeložili Hana Žantovská a Josef Čermák, znovu Společnost Franze Kafky, Praha 1993 a Aulos, Praha 1997.
- Aforismy, Československý spisovatel, Praha 1968, uspořádal a přeložil Rio Preisner, znovu Torst, Praha 1991 a 1998.
- Nezvěstný, Melantrich, Praha 1990, přeložil Josef Čermák, znovu Labyrint, Praha 2003.
- Dopisy rodičům z let 1922–1924, Odeon, Praha 1990, přeložil Josef Čermák.
- Obří krtek, Bohuslav Trojan, Třebíč 1991, přeložil Vladimír Kafka, obsahuje povídky Popis jednoho zápasu, Vesnický učitel Blumfled, starší mládenec Most a Doupě.
- Dopisy Felici, Akropolis, Praha 1991, vybrala a přeložila Ivana Vízdalová.
- Proces, Argo, Praha 1992, přeložili Dagmar a Pavel Eisnerovi, znovu 1995.
- Popis jednoho zápasu, Votobia, Olomouc 1996, přeložil Vladimír Kafka.
- Dopisy Ottle a rodině, Aurora, Praha 1996, přeložil Vojtěch Saudek.
- Dopis otci a jiné částečné povídky, Akropolis, Praha 1996, přeložili Gabriela Veselá a Jiří Veselý.
- Z deníků, Edice 33, Brno 1997, přeložil Lubor Machytka, bibliofile, německý a český souběžný text.
- Zámek, Nakladatelství Franze Kafky, Praha 1997, přeložil Vladimír Kafka, dílo Franze Kafky, svazek 6.
- Proces, Nakladatelství Franze Kafky, Praha 1997, přeložil Josef Čermák, dílo Franze Kafky, svazek 5.
- Deníky 1909–1912, Nakladatelství Franze Kafky, Praha 1997, přeložil Josef Čermák, znovu 1998, dílo Franze Kafky, svazek 7.
- Deníky 1913–1923, Nakladatelství Franze Kafky, Praha 1997, přeložil Josef Čermák, dílo Franze Kafky, svazek 8.
- Dopisy Felici, Nakladatelství Franze Kafky, Praha 1999, přeložila Viola Fischerová, dílo Franze Kafky, svazek 11.
- Deníky z cest, Nakladatelství Franze Kafky, Praha 1999, přeložila Věra Koubová, dílo Franze Kafky, svazek 9.
- Povídky I.– Proměna a jiné texty vydané za života, Nakladatelství Franze Kafky, Praha 1999, přeložil Vladimír Kafka, znovu 2006, dílo Franze Kafky, svazek 1.
- Ortel, Vyšehrad, Praha 2001, přeložil Vladimír Kafka.
- Dopisy Mileně, Nakladatelství Franze Kafky, Praha 2001, přeložila Věra Koubová, dílo Franze Kafky, svazek 12.
- Proměna, Garamond, Praha 2002, přeložil Vladimír Kafka, znovu 2014, souběžný německý a český text.
- Při stavbě čínské zdi, Český klub, Praha 2002, přeložil Miroslav Zůna, znovu 2007.
- Proměna a jiné povídky, Levné knihy KMa, Praha 2002, přeložil Vladimír Kafka, znovu Československý spisovatel, Praha 2009 a Dobrovský, Praha 2014.
- Povídky II. – Popis jednoho zápasu a jiné texty z pozůstalosti, Nakladatelství Franze Kafky, Praha 2003, přeložil Jiří Stromšík, dílo Franze Kafky, svazek 2.
- Povídky III – Manželský pár a jiné texty z pozůstalosti, Nakladatelství Franze Kafky, Praha 2003, přeložil Jiří Stromšík, dílo Franze Kafky, svazek 3.
- Zámek, Levné knihy KMa, Praha 2004, přeložil Vladimír Kafka, znovu Československý spisovatel, Praha 2009 a Dobrovský, Praha 2014.
- Nezvěstný (Amerika), Nakladatelství Franze Kafky, Praha 2004, přeložila Věra Koubová, dílo Franze Kafky, svazek 4.
- Dopisy rodině, Nakladatelství Franze Kafky, Praha 2005, přeložil Vojtěch Saudek, dílo Franze Kafky, svazek 10.
- Proměna, Vyšehrad, Praha 2005, přeložil Vladimír Kafka, znovu Slovart, Praha 2007 a B4U, Brno 2007 a 2013.
- Proces, Lidové noviny, Praha 2005, přeložil Josef Čermák, znovu Garamond, Praha 2016.
- Popis jednoho zápasu, Aulos, Praha 2005, přeložil Vladimír Kafka, bibliofilie.
- Dopisy přátelům a jiná korespondence , Nakladatelství Franze Kafky, Praha 2007, přeložila Věra Koubová, dílo Franze Kafky, svazek 13.
- Proces, Academia, Praha 2008, přeložil Pavel Eisner, znovu Dobrovský 2014.
- Popis jednoho zápasu, Vyšehrad, Praha 2009, přeložil Vladimír Kafka,
- Doupě, Argo, Praha 2009, přeložil Jiří Stromšík, souběžný německý a český text.
- Dopisy Robertovi, Mladá fronta, Praha 2012, přeložil Josef Čermák
- Leopardi v chrámu, Nakladatelství Franze Kafky, Praha 2013, vybral Josef Čermák, výbor textů z románů, deníků a dopisů od různých překladatelů.
- Zámek, Odeon, Praha 2014, přeložila Jana Zoubková.
- Venkovský lékař, Vitalis, Praha 2014, přeložil Pavel Cink, drobné povídky.
- Isabella – povídky a jiné texty, Nakladatelství Franze Kafky, Praha 2014, vybrala a sestavila Markéta Mališová, přeložili Vladimír Kafka, Marek Nekula a Jiří Stromšík.
- Dopis otci, Nakladatelství Franze Kafky, Praha 2015, přeložil Vojtěch Saudek.

## Pomníky a muzea

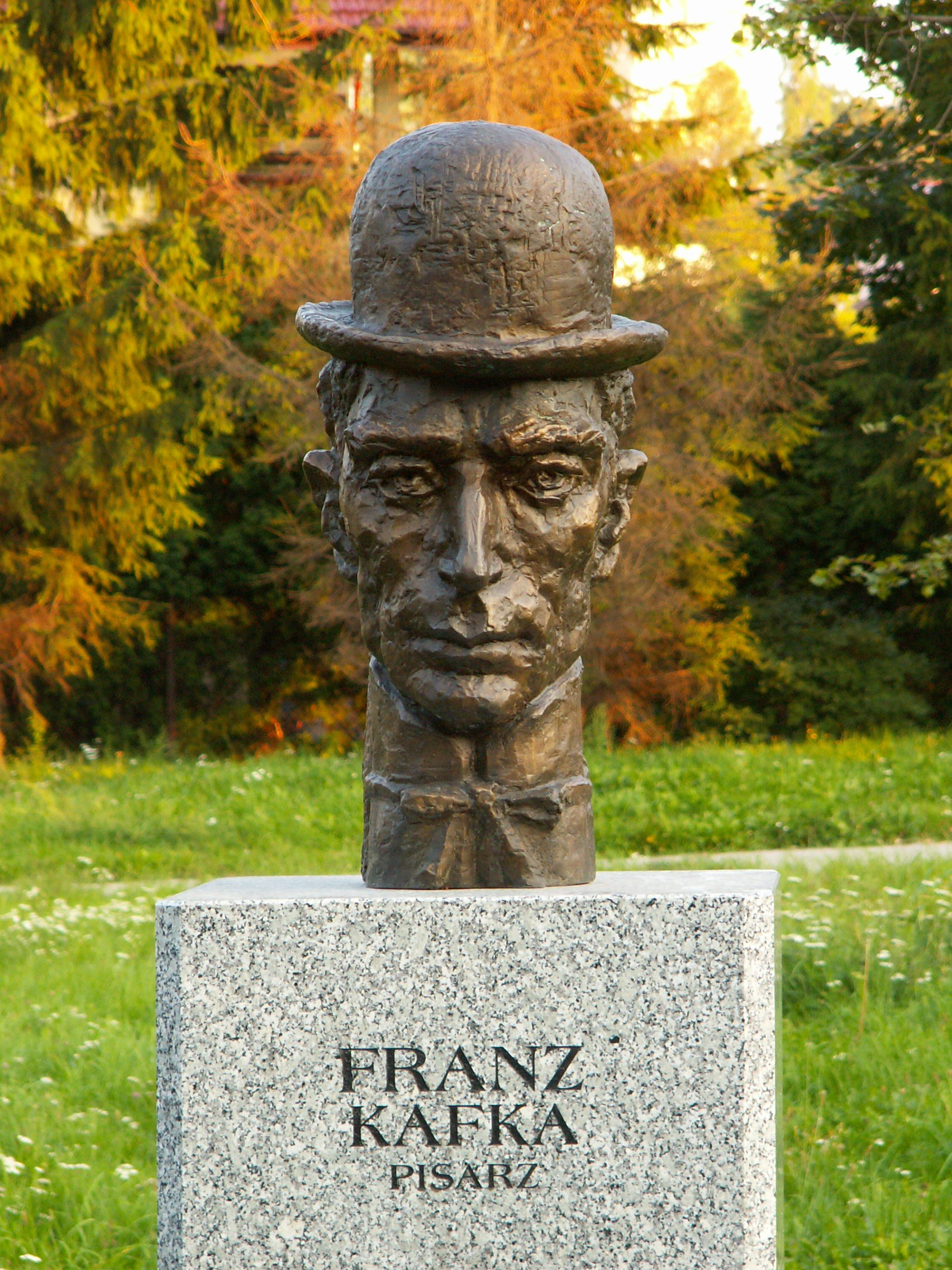
Busta Franze Kafky v polských Kielcích

- Pomník Franze Kafky – odhalen 4. prosince 2003: pomník mezi kostelem sv. Ducha se Španělskou synagogou – postava Franze Kafky sedícího na ramenou bezhlavé postavy. Bronzová plastika je vysoká 3,75 m, váží 700 kg. Sochař Jaroslav Róna se inspiroval povídkou Popis jednoho zápasu („… A již jsem vyskočil – jedním švihem, jako by to nebylo poprvé – svému známému na ramena a údery pěstí do zad jsem ho přiměl k lehkému klusu…“).[106] Postava je rozkročena, a tak symbolizuje dva světy. Jednou nohou stojí v bývalém Židovském městě a druhou na Starém Městě pražském, neboť právě tudy probíhá hranice. V dlažbě je vyobrazen šváb, který nám připomíná povídku Proměna. Plastika je tak posazena na krovkách brouka, do kterého se proměnil hlavní hrdina Řehoř Samsa. Iniciátorem vybudování pomníku byla Společnost Franze Kafky. Umělecké dílo bylo odhaleno u příležitosti 120. výročí narození spisovatele. Možné výklady:
  - a/ Kafka sedí na ramenou svého druhého ega (zástupného Kafky)
  - b/ Prázdný oblek může také symbolizovat silného a necitlivého otce.
  - c/ Jiný výklad velkou postavu přirovnává k neuchopitelnému světu (případně osudu), který nás unáší, a my se mylně domníváme, že ho vedeme. Jeho spád snad můžeme ovlivnit psaním.[107]
- Mechanická hlava Franze Kafky – odhalena 31. října 2014: mobilní umělecké dílo stříbrného lesku na piazzettě za obchodním a kancelářským komplexem Quadrio nedaleko stanice metra Národní třída vytvořil David Černý. Tato 39 tun (z toho 24 tun nerezového plechu) vážící busta je složena ze 42 pohybujících se vrstev. Všechna patra sochy se mohou otáčet nezávisle na sobě. Celkem je 11 metrů (přesně 10,6 m) vysoká. Další technické údaje: 21 motorových modulů, 2 staticko-dynamické posudky, 1 km kabelů. Investor za ni zaplatil 30 miliónů korun.
- Franz Kafka Museum – Muzeum Franze Kafky, Cihelná 2b.

#### Slovníková a encyklopedická hesla
- COMAY, Joan; COHN-SHERBOK, Lavinia. Who's Who in Jewish History: After the Period of the Old Testament. London: Routledge, 2002. 407 s. Dostupné online. ISBN 978-0415260305. (anglicky)

#### Biografie a biografická díla včeštině
- ADLER, Jeremy. Kafka a Praha. Praha: Nakladatelství Franze Kafky, 1991.
- BROD, Max. Franz Kafka: životopis. Praha: Odeon, 1966.
- BROD, Max. Franz Kafka: životopis. 2., upr. vyd. Praha: Nakladatelství Franze Kafky, 2000. 228 s.
- BUBEROVÁ-NEUMANNOVÁ, Margarete. Kafkova přítelkyně Milena. 2.. vyd. Praha: Mladá fronta, 1992. 227 s.
- ČERMÁK, Josef. Prahou Franze Kafky. Praha: Albatros, 2008. 56 s. ISBN 978-80-00-02180-5.
- ČERMÁK, Josef. Zápas jménem psaní: o životním údělu Franze Kafky. Brno: B4U, 2009. ISBN 978-80-87222-11-9.
- FISCHER, Ernst. Kafka Musil Kraus. Praha: Československý spisovatel, 1965.
- GRÖNZINGER, Karl Erich. Kafka a kabala. Praha: Rynka, 1998.
- JINDRA, Jan; MATYÁŠOVÁ, Judita. Na cestách s Franzem Kafkou. Slavná i neznámá místa v Čechách a Evropě. Praha: Academia, 2009. 174 s. ISBN 978-80-200-1708-6.
- KÁLLAY, Karol. Franz Kafka a Praha. Praha: Slovart, 1996.
- KAUTMAN, František. Franz Kafka. 3. vyd. Praha: Academia, 1996.
- KOVÁŘ, Jaroslav. Franz Kafka. Brno: CERM, 1994.
- MALÝ, Radek. Franz Kafka. Člověk své i naší doby. Praha: Práh, 2017. 104 s. ISBN 978-80-7252-674-1.
- NEJDLOVÁ, Romana. Amšel : syn Hermanna Kafky. Příprava vydání Jan Šulc. Praha: Galén, c2013 566 s. ISBN 978-80-7262-941-1.
- ROBERT, Marthe. Sám jako Franz Kafka. Praha: Nakladatelství Franze Kafky, 2001.
- ROHAN, Bedřich. Kafka bydlel za rohem: vzpomínky na Prahu dvacátých a třicátých let. Praha: Brána, 1997.
- SALFELLNER, Harald. Franz Kafka a Praha. Literární průvodce. Praha: Vitalis, 2014.
- STACH, Reiner. Kafka: Rané roky. Překlad Vratislav Slezák. Praha: Argo, 2016. S. 608.
- STACH, Reiner. Kafka: Roky rozhodování. Překlad Vratislav Slezák. Praha: Argo, 2017. S. 707.
- WAGENBACH, Klaus. Franz Kafka. Praha: Mladá fronta, 1967.

#### Biografie vněmčině
- STACH, Reiner. Kafka. Die Jahre der Entscheidungen. Frankfurt am Main: S. Fischer, 2002. 673 s.
- STACH, Reiner. Kafka. Die Jahre der Erkenntnis. Frankfurt am Main: S. Fischer, 2008. 729 s. Dostupné online.
- STACH, Reiner. Kafka. Die frühen Jahre. Frankfurt am Main: S. Fischer, 2014. 608 s.
- WAGENBACH, Klaus. Franz Kafka. Bilder aus seinem Leben. Berlin: Wagenbach, 2008. 253 s.
- WAGNEROVÁ, Alena. Im Hauptquartier des Lärms. Die Familie Kafka aus Prag. Frankfurt am Main: Fischer Taschenbuch Verlag, 2001.

#### Další díla ke Kafkově životě a díle včeštině
- BARBERA, Sandro. Kafkův zámek (Cesty jednoho obrazu). Souvislosti 2/2014, s. 4–15.
- BIEMEL, Walter. Stavba a otázka legitimity: K existenciální dimenzi Kafkovy povídky Doupě. Slovo a smysl. 2010, roč. VII, čís. 14, s. 228–232. Dostupné online.
- BROD, Max. Život plný bojů : autobiografie. Praha: Mladá fronta, 1966. 316 s.
- CANETTI, Elias. Druhý proces : Kafkovy dopisy Felici. Překlad Viola Fischerová. 2., v tomto překladu 1. vyd. Praha: Prostor, 2004. 179 s. Doslov: Jiří Stromšík.
- COLLIGNON, Jean. Kafkův humor. A2. 2019, čís. 1. Dostupné online.
- ČERMÁK, Josef. Blízko nevyzpytatelného večera, který se snáší. Kafkův venkovský lékař, strýc Löwy z Třešti. Host. 2001, roč. XXVII, čís. 6, s. 20–26. Dostupné v archivu pořízeném dne 2016-02-08.
- ČERMÁK, Josef. Franz Kafka uprostřed knih. K první ilustraci Kafkova díla. Host. 2005, roč. XXI, čís. 3, s. 40–45. Dostupné v archivu pořízeném dne 2016-02-08.
- ČERNÁ, Jana. Adresát Milena Jesenská. 3. české, 2. dopl. vyd. Praha: Torst, 2014. 189 s. ISBN 978-80-7215-481-4.
- KUSÁK, Alexej. Kafka stále aktuální. Plamen. Roč. 5, čís. 3, s. 55–58.
- MAYER, Mathias. Kafkův litotes : logika a rétorika dvojité negace. Překlad Martin Pokorný. 1. vyd. Praha: Malvern, 2017. 148 s. ISBN 978-80-753-0104-8.
- REIMAN, Pavel. Společenská problematika v Kafkových románech. Nová mysl. 1958, čís. 1, s. 52–63.
- REIMAN, Pavel. Odkaz Franze Kafky. Nová mysl. Říjen 1963, čís. 10, s. 1261–1265.
- BROUKALOVÁ, Jindra. Kafkovo neurčité místo pobytu. Tvar. 2017, čís. 8, s. 13. ISSN 0862-657X.
- HORÁKOVÁ, Daňa. O Pavlovi, Torst 2020, str. 196. ISBN 978-80-7215-592-7
- POKORNÝ, Martin. Neviditelná pozorování: Franz Kafka rozjímající. A2. 2019, čís. 1. Dostupné online.
- BROUKALOVÁ, Jindra. Kafkovo proměřování země. Tvar. Roč. 2024, čís. 1, s. 16–17. ISSN 0862-657X.
- BROUKALOVÁ, Jindra. Franz Kafka (3. července 1883 – 3. června 1924). Cizí jazyky. 2024/2025, roč. 68, čís. 1, s. 31–42. ISSN 1210-0811.